# Villeloin-Coulangé
Vous lisez un « article de qualité » labellisé en 2011.
Villeloin-Coulangé (prononcé [viləlwɛ̃kulɑ̃ʒe]) est une commune française de la région Centre-Val de Loire située dans le département d'Indre-et-Loire, au sud-est de Tours. D'une superficie de 3 452 hectares, la commune fait partie de la communauté de communes Loches Sud Touraine dans le canton de Loches. En 2014, elle comptait 647 habitants, répartis entre le bourg et l'ensemble des hameaux. Ses habitants sont appelés les Villaloupéens.
Petit village agricole de la région historique de Touraine, le bourg est niché au creux de la vallée de l'Indrois, à l'est de Loches. Cette région est particulièrement réputée pour ses forêts, ainsi que ses nombreux châteaux, abbayes et prieurés.
Le village prend son essor dès le haut Moyen Âge, au IXe siècle, avec la fondation d'une abbaye bénédictine. En raison de son importance territoriale et son influence, les communautés villageoises de Villeloin, Coulangé et des paroisses voisines développent une relation quasi symbiotique avec la communauté monastique. L'abbaye disparaît à la Révolution française.
La commune de Villeloin-Coulangé a été créée en 1831 par réunion des anciennes communes de Coulangé et de Villeloin. Elle a accueilli jusqu'à 1 060 habitants au début du XXe siècle avant de connaître un déclin démographique (essentiellement lié à l'exode rural) jusqu'en 1990 ; depuis cette date, la population augmente à nouveau, semble-t-il en raison de la rurbanisation.

## Géographie

### Situation

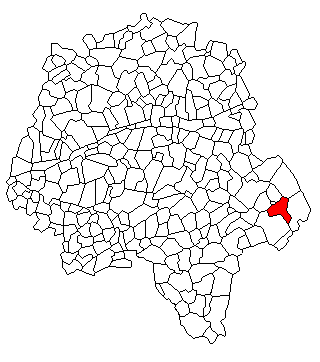
Situation de la commune de Villeloin-Coulangé dans le département d'Indre-et-Loire.

#### Localisation
Villeloin-Coulangé est située au sud-est du département d'Indre-et-Loire et fait partie de la région historique de Touraine.
Les communes limitrophes sont : Beaumont-Village, Orbigny, Nouans-les-Fontaines, Loché-sur-Indrois, Chemillé-sur-Indrois, ainsi que Montrésor, l'un des plus beaux villages de France.
| Montrésor            | Beaumont-Village   | Orbigny              |
| Chemillé-sur-Indrois | Villeloin-Coulangé |                      |
| Loché-sur-Indrois    |                    | Nouans-les-Fontaines |

### Topographie, géologie, relief

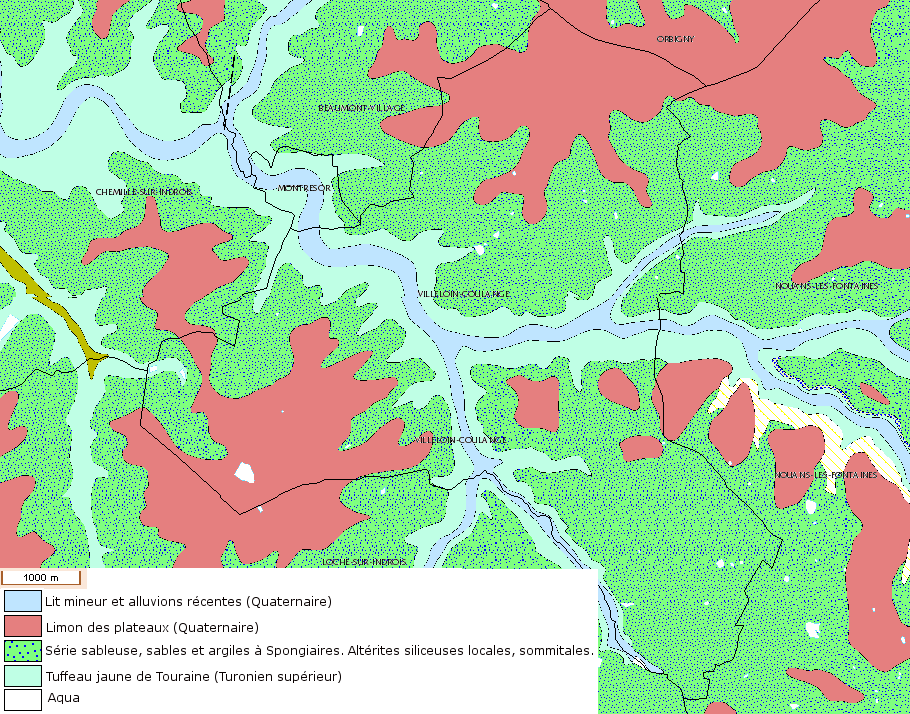
Carte géologique de la commune de Villeloin-Coulangé

La commune est située à 19 km à l'est de Loches et à 66 km au sud-est de Tours (17,5 et 49,5 km respectivement en distances orthodromiques).
Le territoire communal est situé sur un sous-sol de limon des plateaux (Quaternaire) sur les hauteurs, et près des vallées de série sableuse, sable et argiles à spongiaires, altérites siliceuses locales et sommitales. Au bord des cours d'eau, on trouve le tuffeau jaune de Touraine (Turonien supérieur).

### Climat
Pour des articles plus généraux, voir Climat du Centre-Val de Loire et Climat d'Indre-et-Loire.
En 2010, le climat de la commune est de type climat océanique dégradé des plaines du Centre et du Nord, selon une étude du CNRS s'appuyant sur une série de données couvrant la période 1971-2000. En 2020, Météo-France publie une typologie des climats de la France métropolitaine dans laquelle la commune est exposée à un climat océanique altéré et est dans la région climatique Centre et contreforts nord du Massif Central, caractérisée par un air sec en été et un bon ensoleillement.
Pour la période 1971-2000, la température annuelle moyenne est de 11,3 °C, avec une amplitude thermique annuelle de 15,2 °C. Le cumul annuel moyen de précipitations est de 733 mm, avec 11,3 jours de précipitations en janvier et 6,9 jours en juillet. Pour la période 1991-2020, la température moyenne annuelle observée sur la station météorologique de Météo-France la plus proche, sur la commune de Perrusson à 16 km à vol d'oiseau, est de 12,3 °C et le cumul annuel moyen de précipitations est de 730,3 mm,. Pour l'avenir, les paramètres climatiques de la commune estimés pour 2050 selon différents scénarios d'émission de gaz à effet de serre sont consultables sur un site dédié publié par Météo-France en novembre 2022.

### Hydrographie et hydrologie

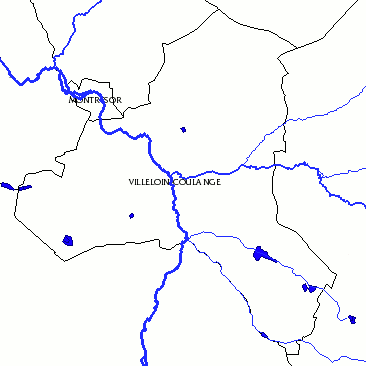
Carte hydrographique de commune de Villeloin-Coulangé.

Villeloin-Coulangé est située dans le bassin hydrographique de la Loire.
Le cours d'eau principal, l’Indrois, est une rivière moyennement abondante. Son débit a été observé durant une période de 31 ans (1977-2007), à Genillé, localité du département d'Indre-et-Loire, située à une quinzaine de kilomètres de son confluent avec l'Indre,. En aval de la commune le bassin versant de la rivière couvre 396 km2, c'est-à-dire plus de 85 % du total de 450 km2. Le module de la rivière à Genillé est de 2,29 m3/s.
C'est sur le territoire de la commune que se situe le confluent entre l'Indrois et son affluent, la Tourmente. Le module de la Tourmente à Villeloin est de 0,64 m3/s. Un débit moyen record de 4,96 m3/s a été atteint en février 1977. Deux autres ruisseaux traversent la commune : la Juberdière et la Roche. Il y existe de nombreux gués et petits ouvrages bâtis : ponts, moulins, lavoirs, abreuvoirs, fontaines, puits.
Quatre zones humides ont été répertoriées sur la commune par la direction départementale des territoires (DDT) et le conseil départemental d'Indre-et-Loire : « la vallée de la Tourmente », « la vallée de l'Indrois du Ruisseau de Roche à Montrésor », « l'étang de La Pinottière » et « la vallée du Ruisseau de Roche »,.

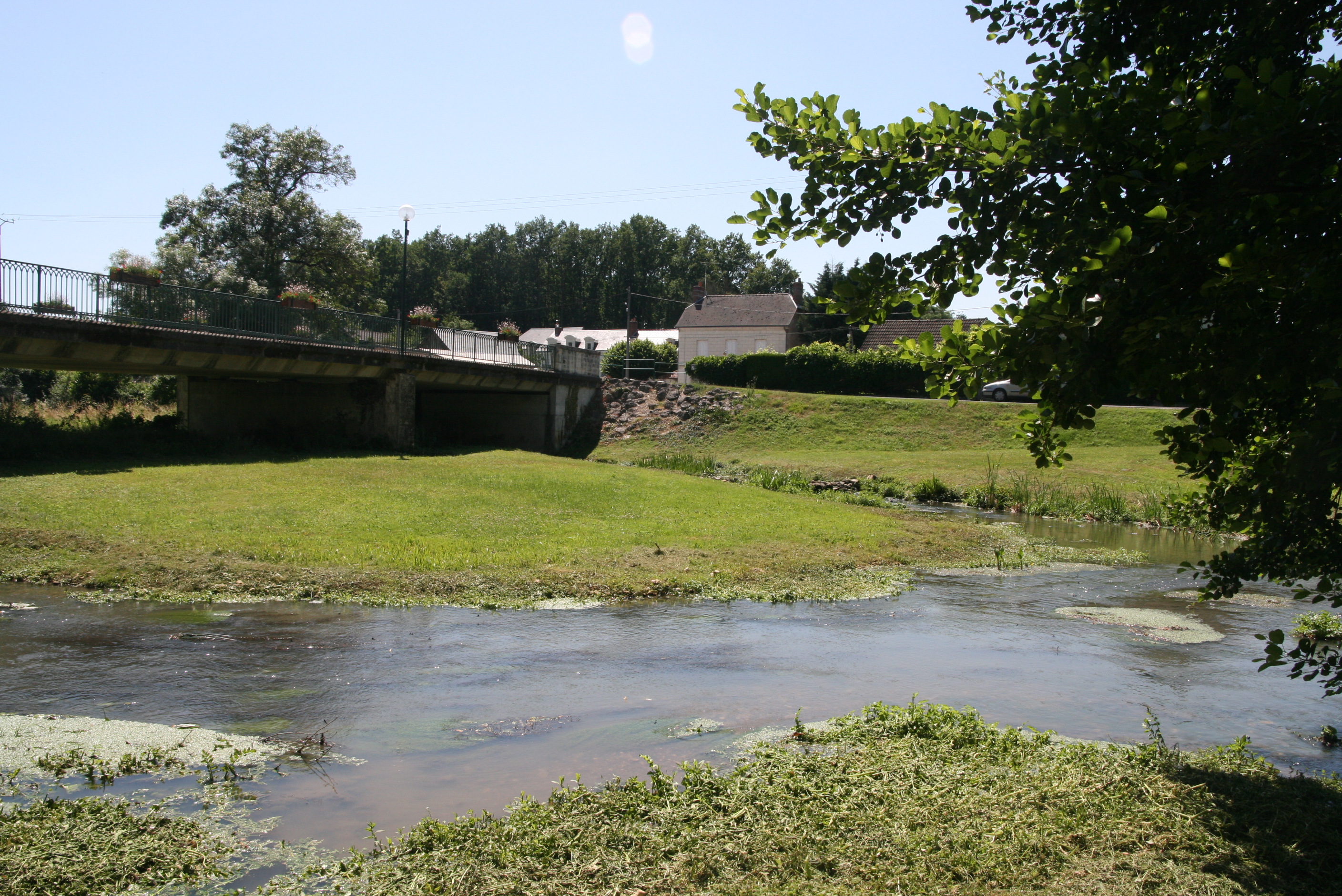
L'Indrois à Villeloin-Coulangé.
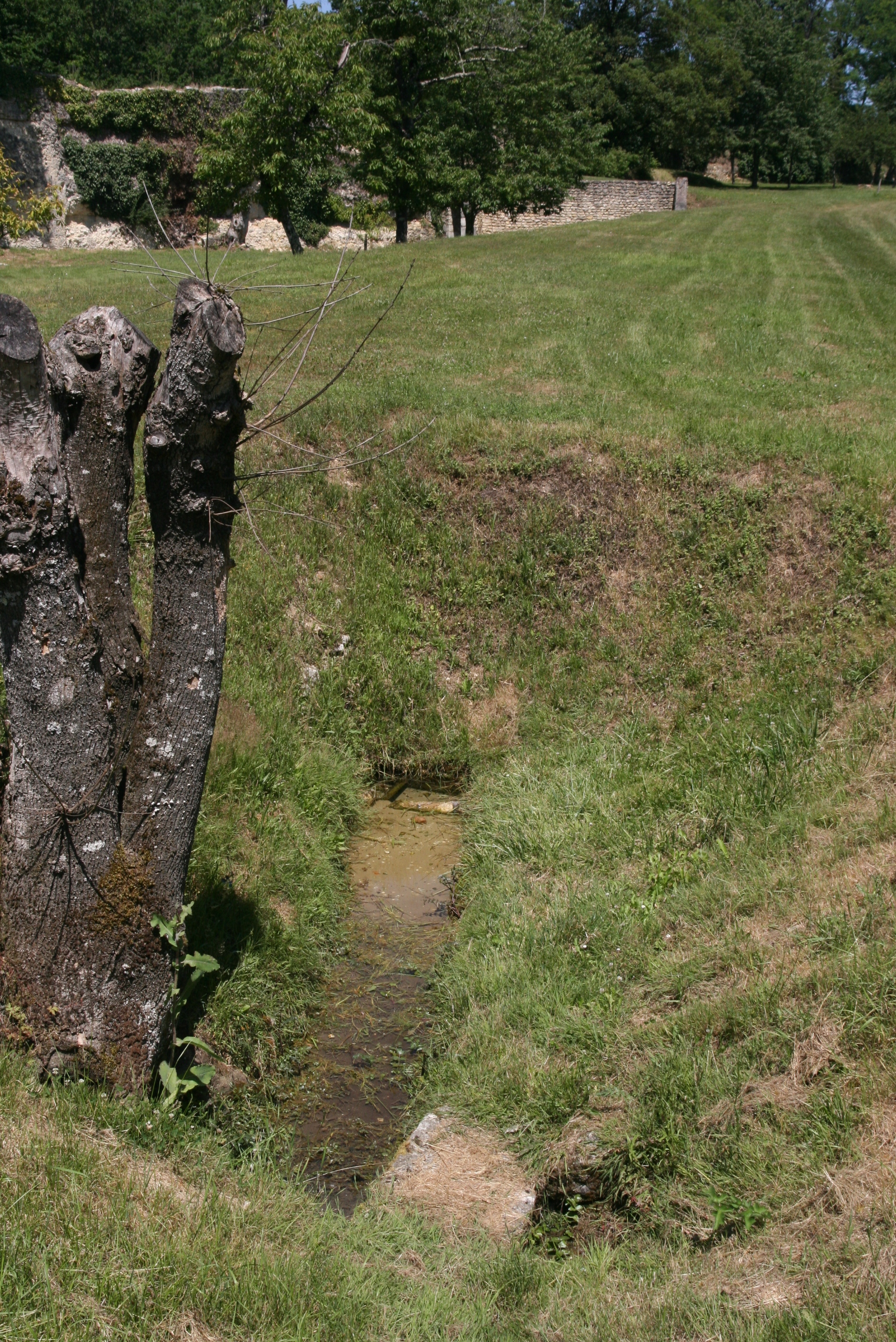
Source située au lieu-dit le Gué de Coulangé.
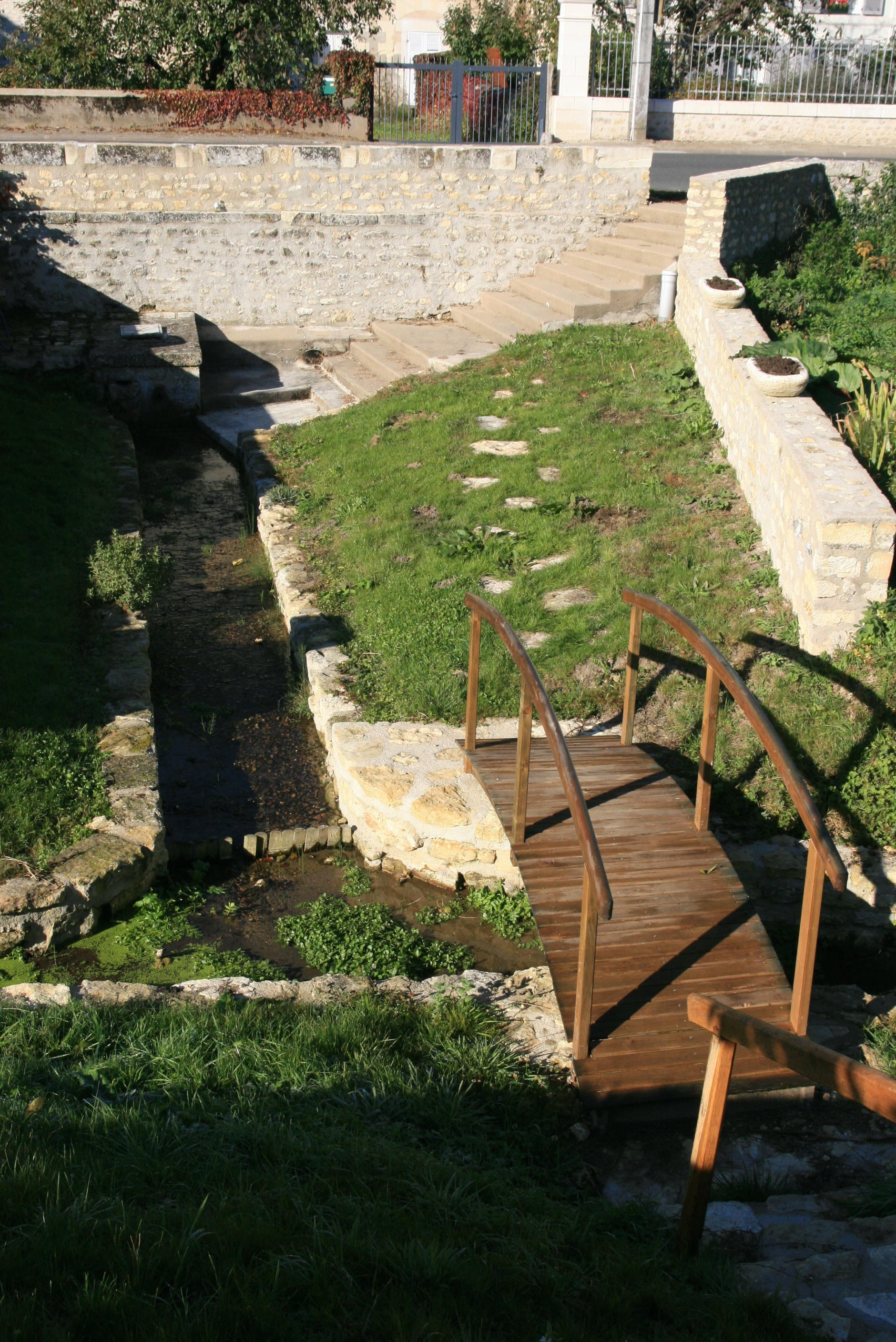
Fontaine dans le bourg de la commune, rue de Loché.
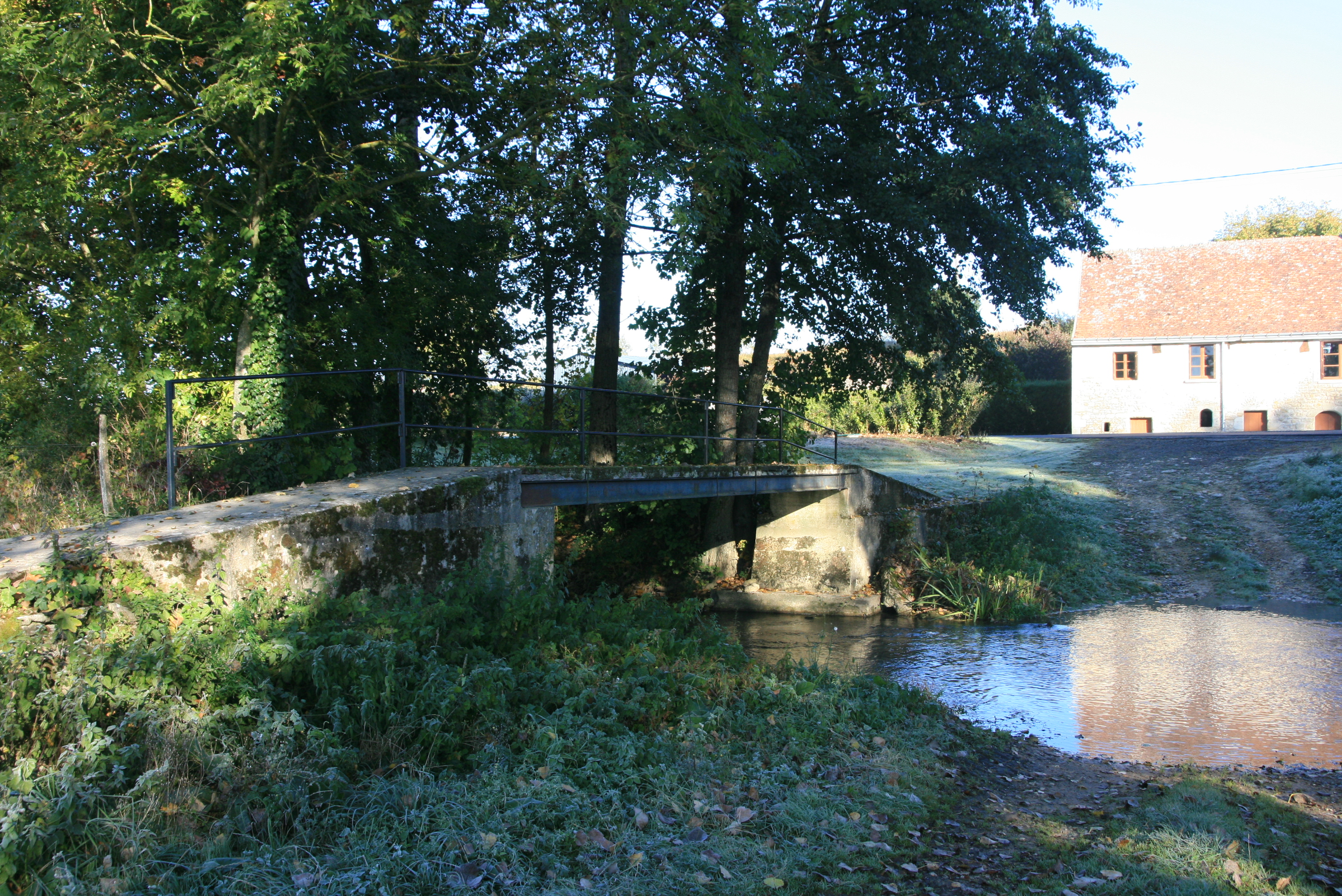
Passerelle au-dessus de l'Indrois. Elle est située au moulin de l'Étang.
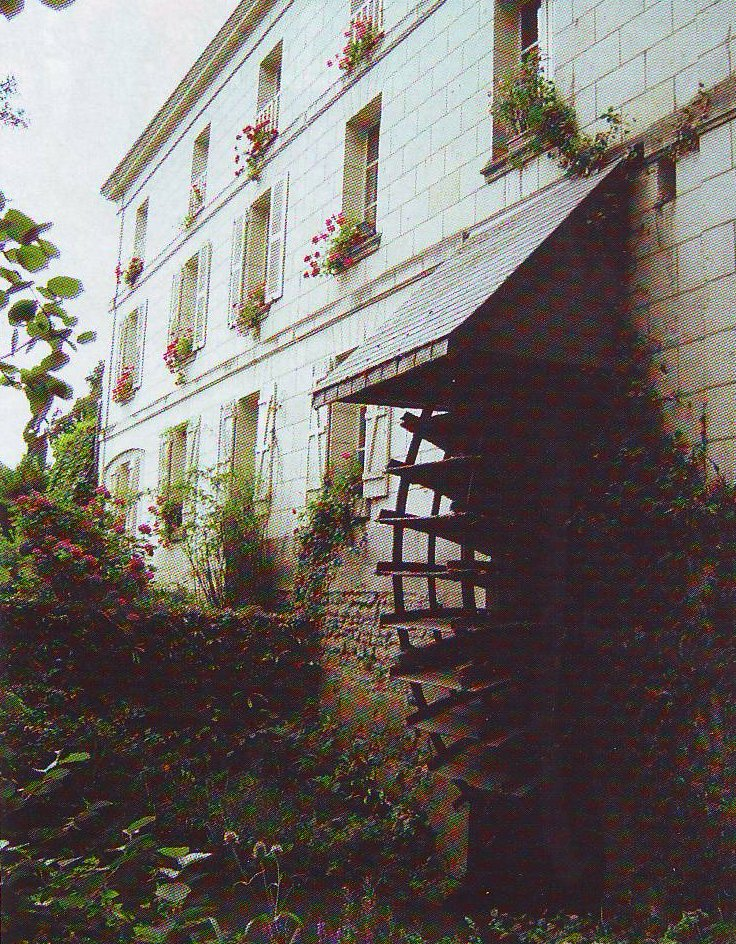
Roue à aubes du moulin Charreau.
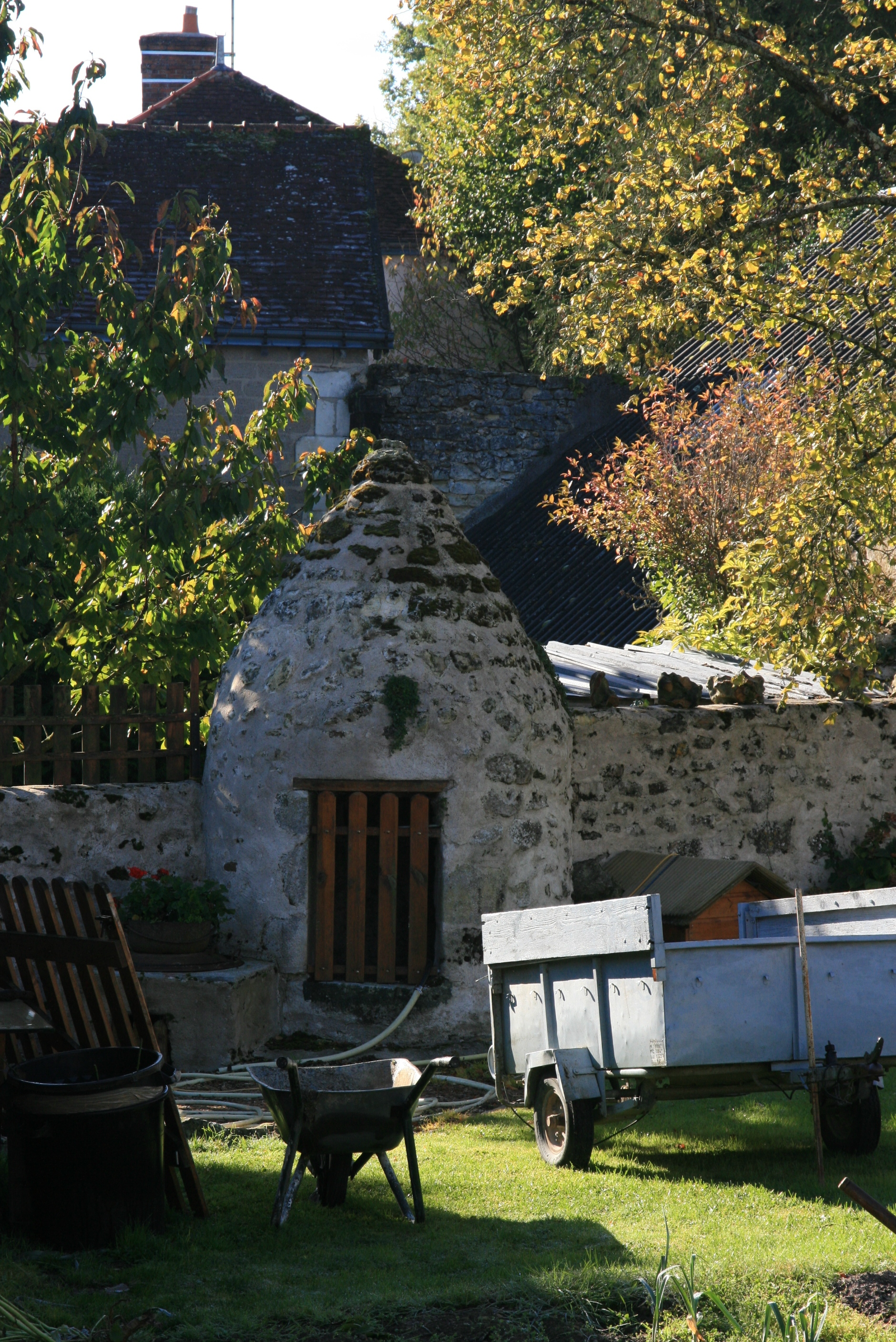
Puits situé dans le bourg du village.
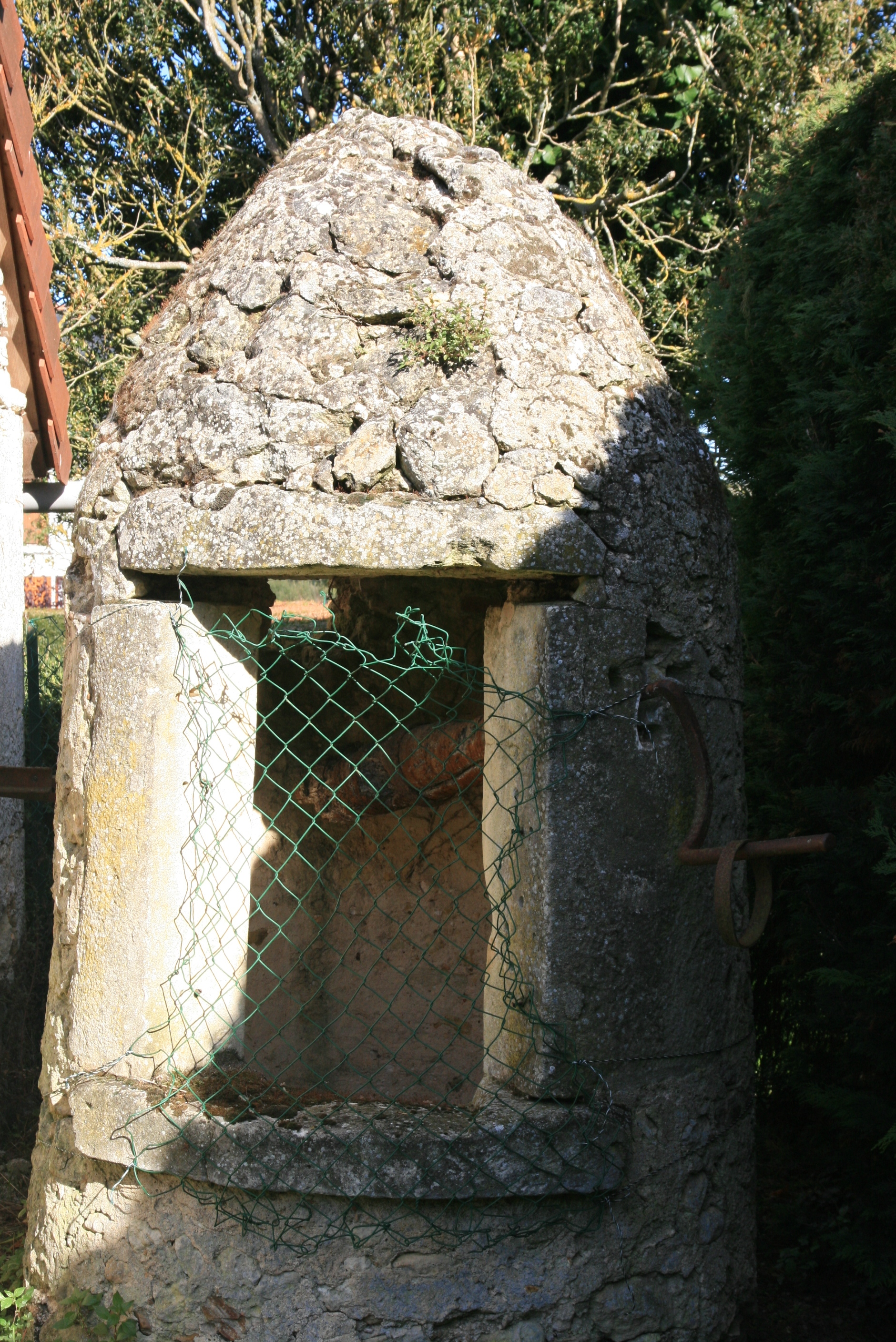
Puits situé à Coulangé.
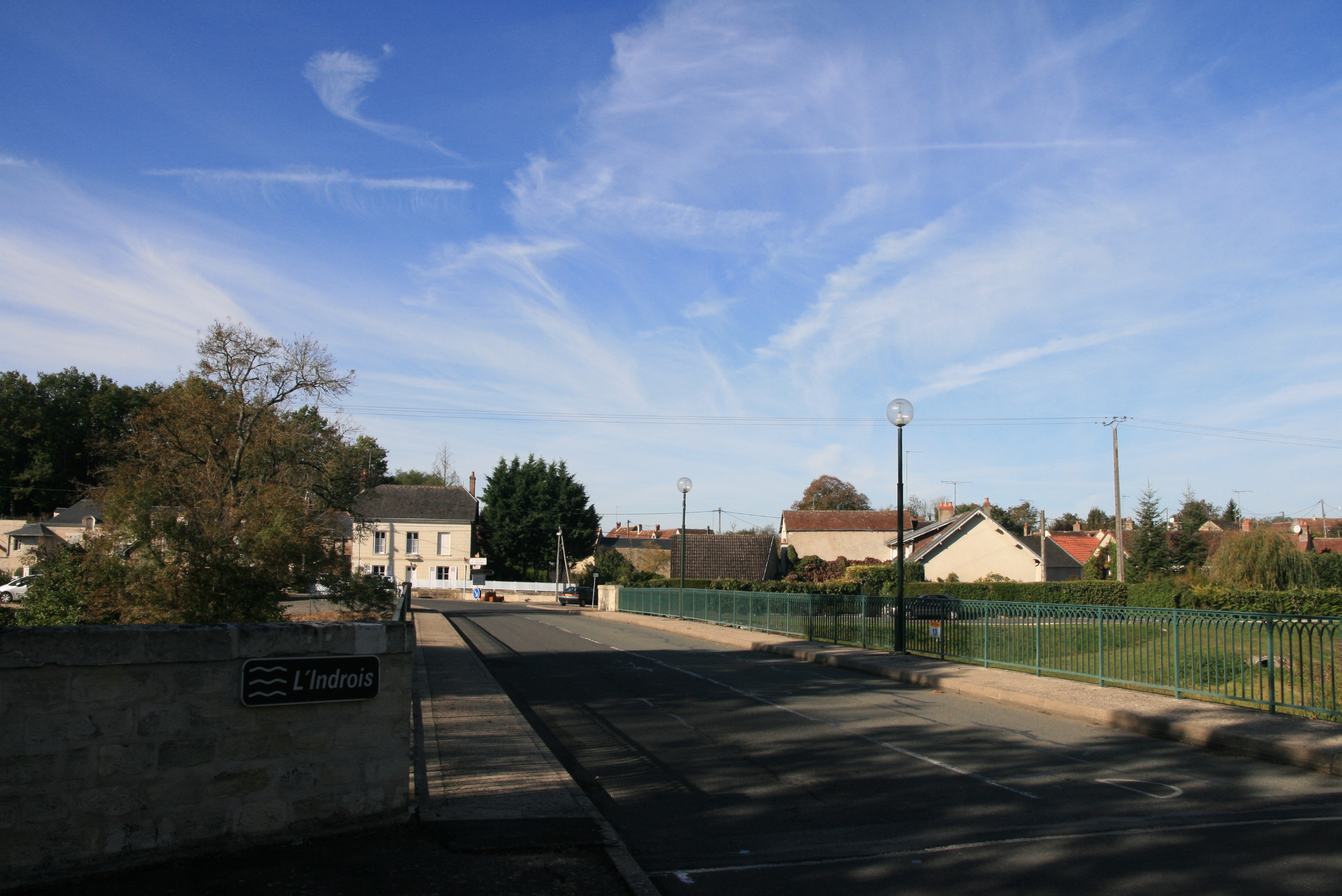
Pont traversant l'Indrois situé rue Bernard-de-Lattre.

### Espaces naturels protégés

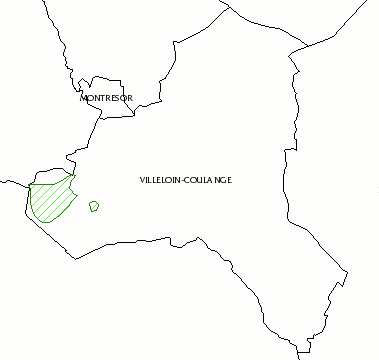
Carte des zones classées ZNIEFF sur la commune de Villeloin-Coulangé.

La commune intègre une partie d'une ZNIEFF de type II, c'est-à-dire un grand ensemble naturel riche et peu modifié, offrant des potentialités biologiques importantes.
Les deux zones de la commune se trouvent autour du prieuré de Grandmont Villiers à l'ouest de la commune. Elles font partie de la zone ZNIEFF numéro 240031220 - Massif Forestier de Loches. Cette ZNIEFF de type II comprend l’ensemble du massif forestier de Loches. La présence de la forêt (occupation du sol, physionomie de la végétation) et donc la présence du cortège entomologique forestier a été le critère de délimitation de cette zone.
La forêt de Loches constitue l’un des massifs forestiers remarquables d’Indre-et-Loire. Ce massif comprend des parcelles forestières âgées. Il présente un fort intérêt à différents points de vue : 
- floristique : notamment dans les milieux ouverts associés aux milieux forestiers ;
- entomologique : capricorne du chêne, lucane cerf-volant, Oberea oculata, Gnorimus nobilis, Akimerus schaefferi ;
- mammalogique : six chiroptères (chauve-souris) observés, dont le Petit Rhinolophe, le Grand Murin, les Vespertilions de Daubenton et à oreilles échancrées ;
- ornithologique : nidification du Pic cendré, de l’Engoulevent d'Europe.

### Transports

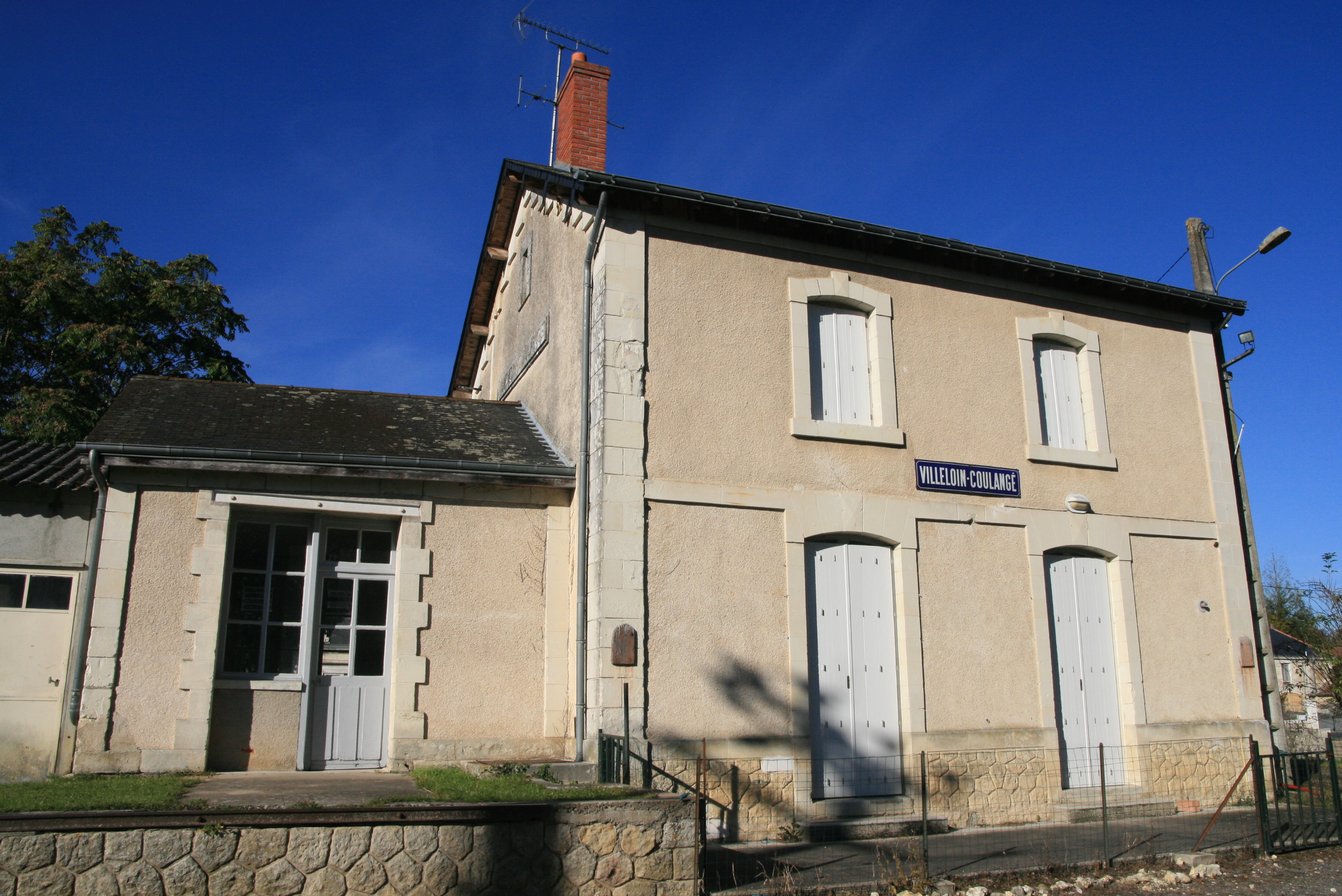
Ancienne gare (1906), située dans le bourg du village.

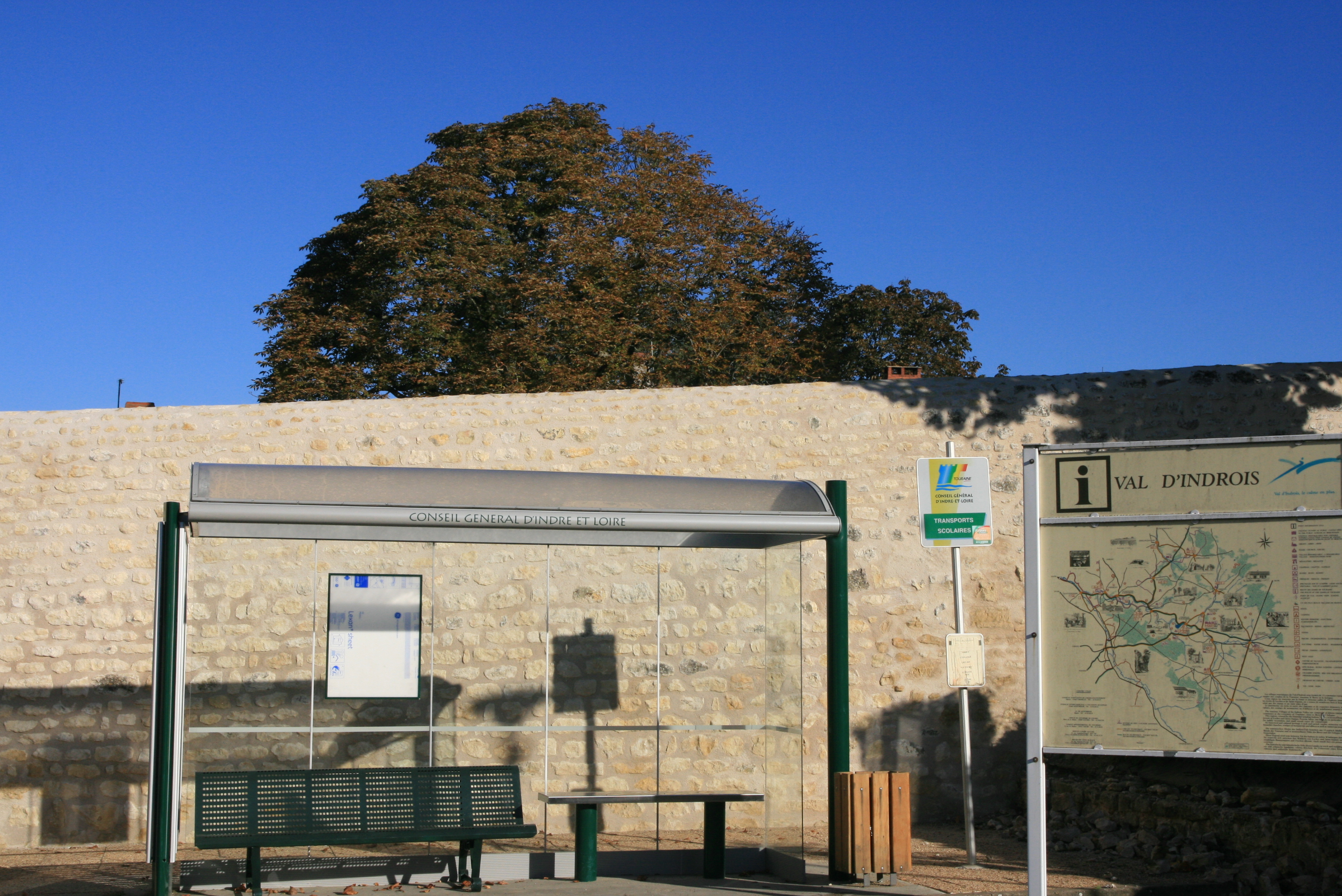
Arrêt d'autobus dans le bourg

#### Transports en commun
L'accès le plus proche au réseau régional (TER Centre-Val de Loire) est à la gare de Loches, soit à 19 km ; on y accède à la ligne 31 (Tours ↔ Loches) (trains ou bus en fonction des horaires), à la ligne 38 (Châteauroux ↔ Loches ↔ Tours) ou à la ligne 06 (Tours ↔ Châteauroux ↔ Limoges).
La commune a accueilli deux gares du début du XXe siècle jusqu'en 1953. Le chemin de fer d'intérêt départemental de Ligueil à Châteauroux via Loches avait été inauguré en 1907-1908. L'une de ces gares, qui date de 1906, propriété de la commune de Villeloin-Coulangé, est située dans le bourg. L'autre gare est située dans le hameau de Villebaslin, sur la route de Loché-sur-Indrois.
En dehors du transport des élèves des écoles, des collégiens (au collège de Montrésor), des lycées (aux lycées de Loches), le réseau départemental Fil Vert assure dans la commune le dispositif « Fil Vert à la demande » de Montrésor : ce transport à la demande permet aux habitants de la communauté de communes, qui cofinancent l'opération, d'être emmenés de point d'arrêt à point d'arrêt entre les communes concernées et Loches. Les personnes handicapées titulaires d'une carte d'invalidité de plus de 80 % peuvent être prises en charge à domicile.

#### Transport automobile
La route départementale D 760 est la route principale qui traverse la commune et ses deux principaux villages : Villeloin et Coulangé. Elle traverse l'Indre-et-Loire de part en part, de L'Île-Bouchard à Nouans-les-Fontaines. L'ancien nom de cette route était le chemin de grande communication no 36 qui allait de Saumur à Bourges, elle s'est ensuite appelée route nationale 760.
Les deux embranchements autoroutiers les plus proches, vers l'A85, sont distants de trente kilomètres : la sortie  12 Saint-Romain-sur-Cher en direction de Vierzon et de l'A71, et la sortie  11 Bléré en direction de Tours et de l'A10.

## Urbanisme

### Typologie
Au 1er janvier 2024, Villeloin-Coulangé est catégorisée commune rurale à habitat dispersé, selon la nouvelle grille communale de densité à sept niveaux définie par l'Insee en 2022.
Elle est située hors unité urbaine et hors attraction des villes,.

### Occupation des sols
L'occupation des sols de la commune, telle qu'elle ressort de la base de données européenne d’occupation biophysique des sols Corine Land Cover (CLC), est marquée par l'importance des territoires agricoles (84,9 % en 2018), une proportion sensiblement équivalente à celle de 1990 (85 %). La répartition détaillée en 2018 est la suivante : 
terres arables (72,6 %), forêts (13,5 %), prairies (7,1 %), zones agricoles hétérogènes (5,2 %), zones urbanisées (0,8 %), eaux continentales (0,7 %). L'évolution de l’occupation des sols de la commune et de ses infrastructures peut être observée sur les différentes représentations cartographiques du territoire : la carte de Cassini (XVIIIe siècle), la carte d'état-major (1820-1866) et les cartes ou photos aériennes de l'IGN pour la période actuelle (1950 à aujourd'hui).

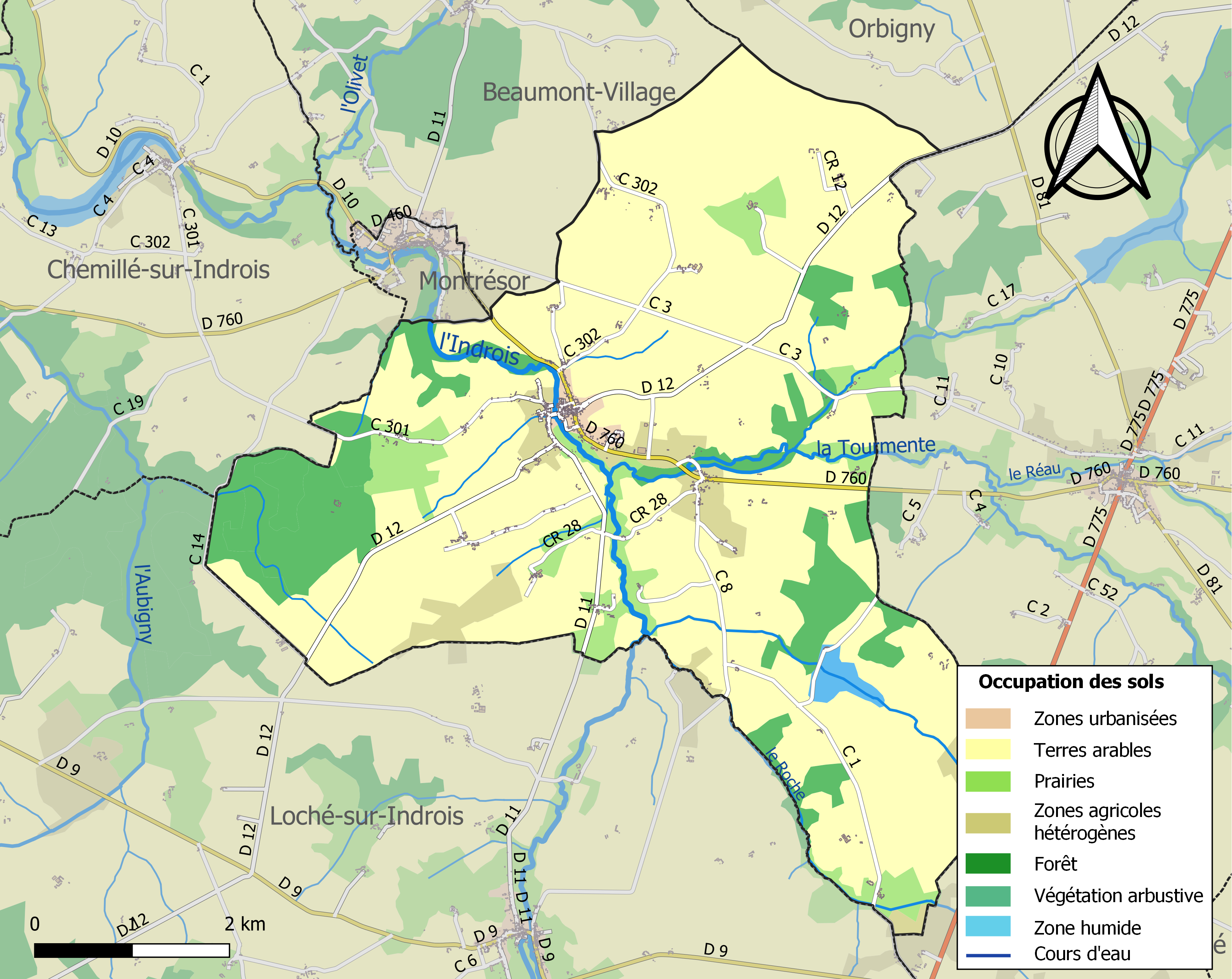
Carte des infrastructures et de l'occupation des sols de la commune en 2018 (CLC).
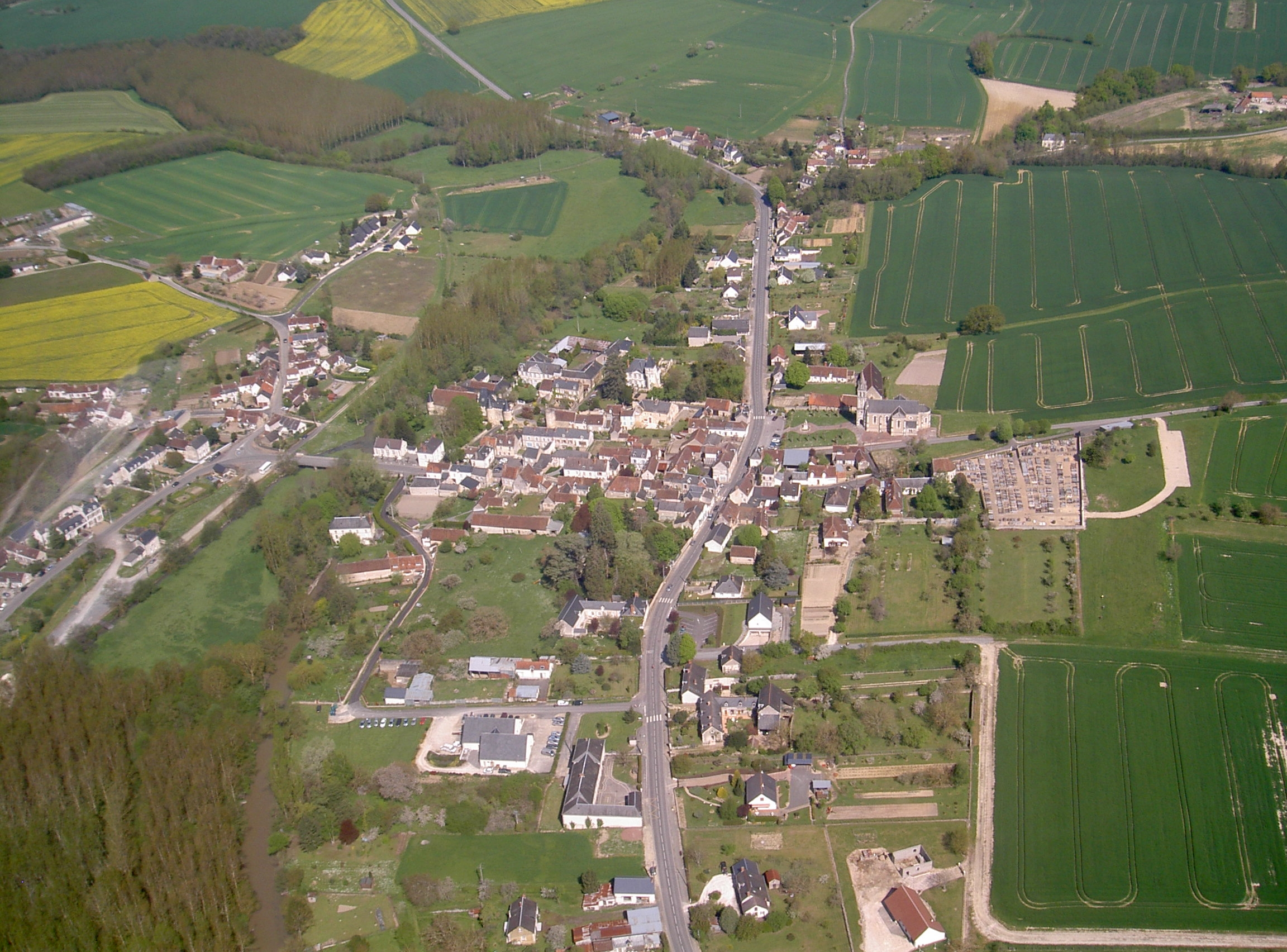
Vue aérienne du bourg depuis l'est.

### Morphologie urbaine
Village rural assez éloigné des centres urbains, mais à moins de 3 heures de l'Île-de-France, Villeloin-Coulangé comprend un nombre important de résidences secondaires. En 2007, elles représentaient 17,90 % de l'ensemble des logements (60 pour un parc de logements de 336 unités), alors que la moyenne du département d'Indre-et-Loire était de 4,5 %. L'éloignement de toute agglomération et la quasi-absence de transports collectifs expliquent que 87,4 % des foyers possèdent au moins un véhicule, et 34,3 % au moins deux.
En 2006 l'habitat est quasi exclusivement composé de maisons (96,7 %) quand la moyenne départementale est de 63,4 %. Seuls 9 logements sont des appartements. Les logements sont majoritairement situés dans des bâtiments anciens (66,4 %) datant d'avant 1949. Très peu (5,3 %) ont été construits après 1989. Les habitants de la commune sont principalement propriétaires de leur logement (74 %). La proportion de locataires est de 22 %, dont près de la moitié occupent des logements sociaux (10,6 % du total).
Le bourg est collecté par un réseau d'assainissement collectif. Tous les hameaux et les maisons isolées sont soumis à l'obligation de disposer d'un assainissement autonome, bien que certains terrains soient peu adaptés à cette technique. Le réseau électrique appartient au Syndicat intercommunal d’énergie d’Indre-et-Loire. Géré par ERDF, il dessert l'ensemble des zones urbanisées.

### Le bourg
Le bourg de Villeloin concentre la majorité de l'habitat de la commune. Celui-ci correspond à l'ancienne commune de Villeloin qui ne faisait que 12 hectares avant sa fusion avec la commune de Coulangé.
On y trouve tous les commerces du village (épicerie, bar-tabac, coiffeur, poste), mais aussi l'ensemble des acteurs médicaux (pharmacie, médecin, dentiste, pédicure, orthophoniste) et la seule usine de la commune.
Deux quartiers datent des années 1990 : « Les Baraquins », ce quartier situé à la sortie du village vers l'est regroupe un lotissement et la maison de retraite ; « La Garenne », petit lotissement implanté sur les bords de l'Indrois à l'ouest du village.

### Les hameaux
Les hameaux présentent les caractéristiques d'un habitat rural dispersé. Ils s'organisent principalement le long d'anciens axes de circulation. Ainsi, Coulangé, le plus important, est situé sur la route de Nouans-les-Fontaines. Villebaslin est sur la route de Loché-sur-Indrois. Chassenolles, la Bouquetière, la Brenellière et le Village du Puits sont sur la route de Beaumont-Village. la Donnerie et la Challerie sont sur la route de Chemillé-sur-Indrois. Montiange et la Place sont sur la route qui relie l'ancien village de Coulangé à Loché-sur-Indrois. Seuls les Tremblaires, Villiers, les Bruyères et la Noctière sont plus isolés et éloignés.
Depuis la fin du XXe siècle, les hameaux de la commune connaissent un phénomène de rurbanisation, lié à l'établissement de populations d'origine anglo-saxonne (Anglais, Écossais et Australiens) ou française, et travaillant dans les bassins d'emploi de Loches, voire de Tours.

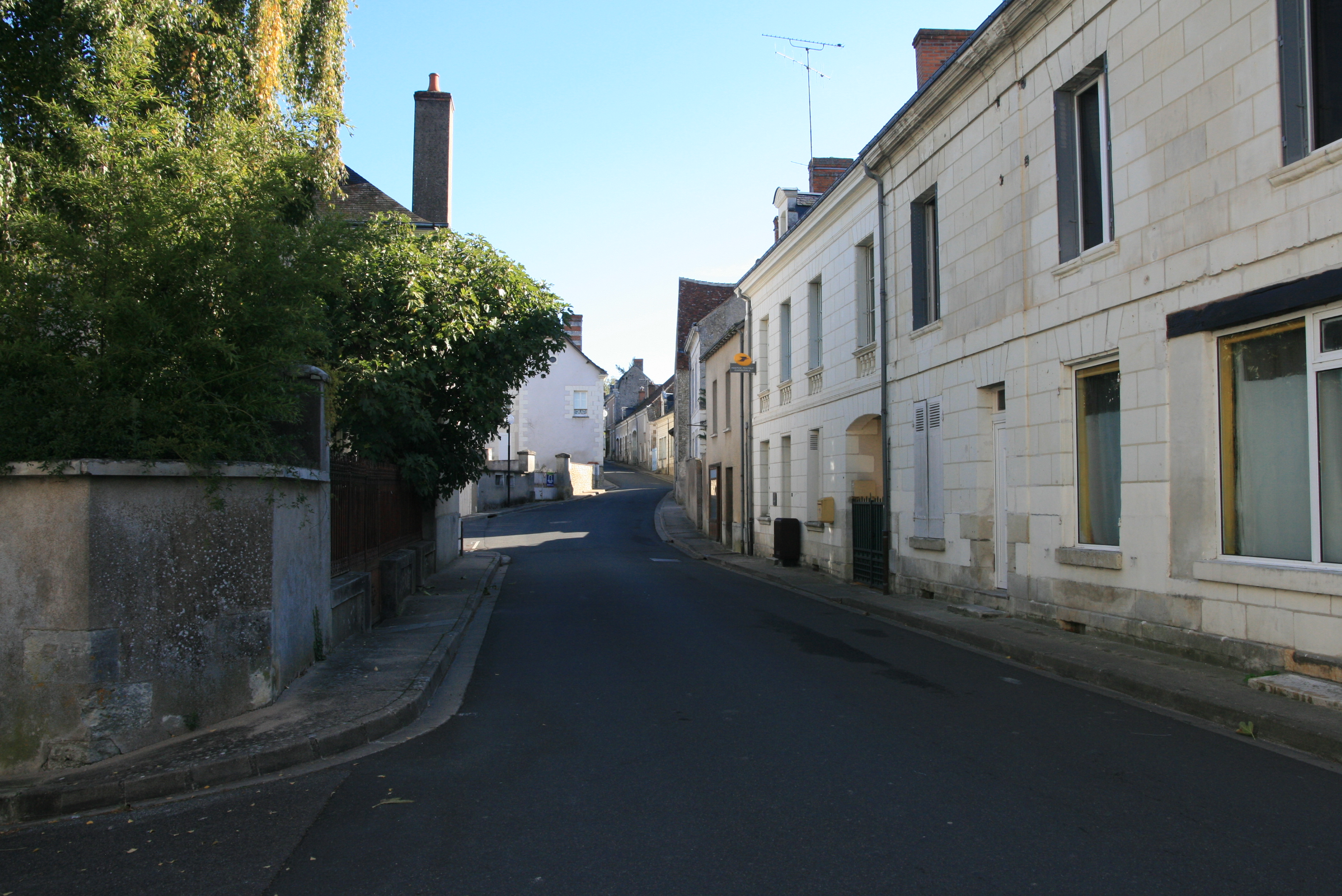
Rue Bernard-de-Lattre.
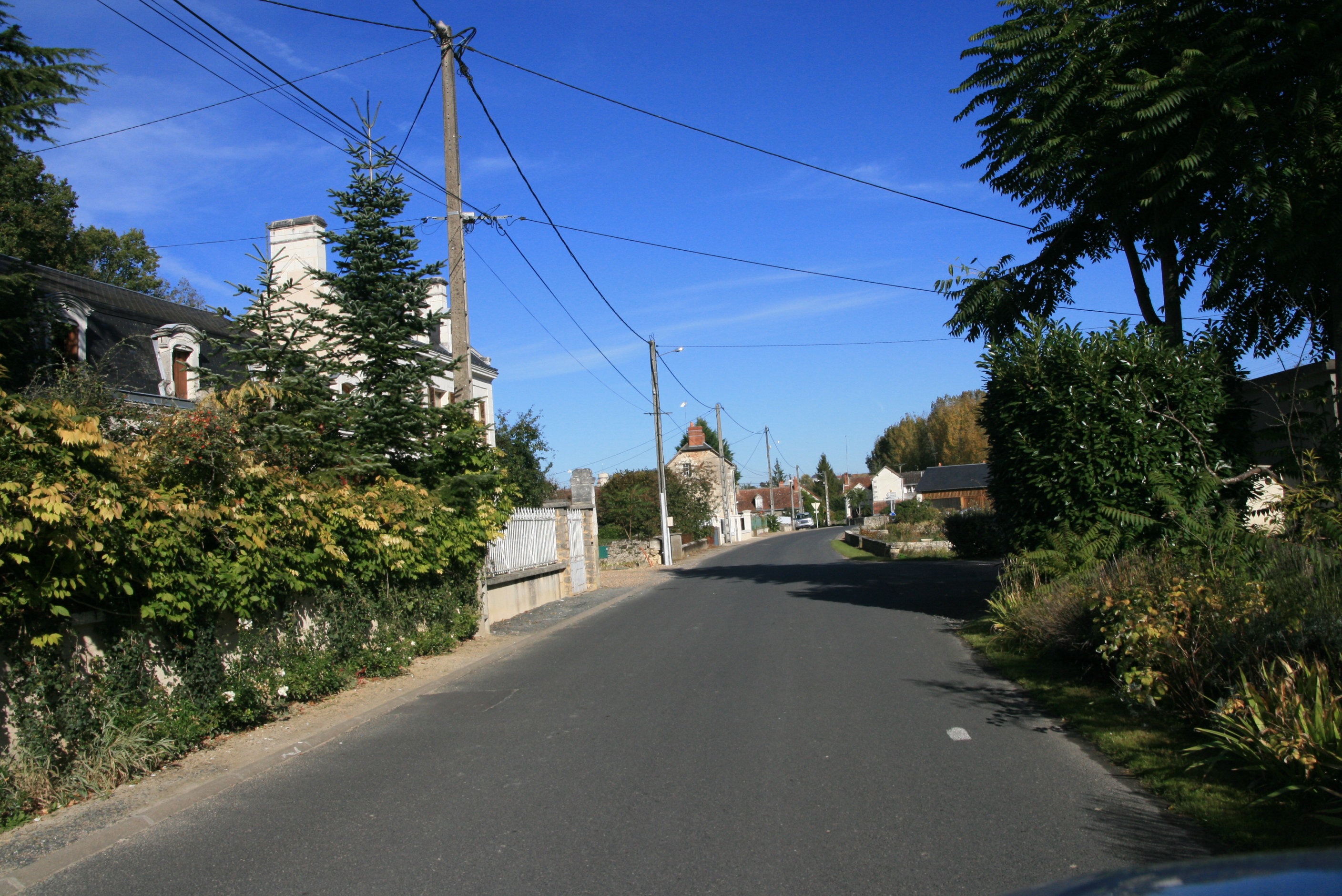
Rue de Loché.
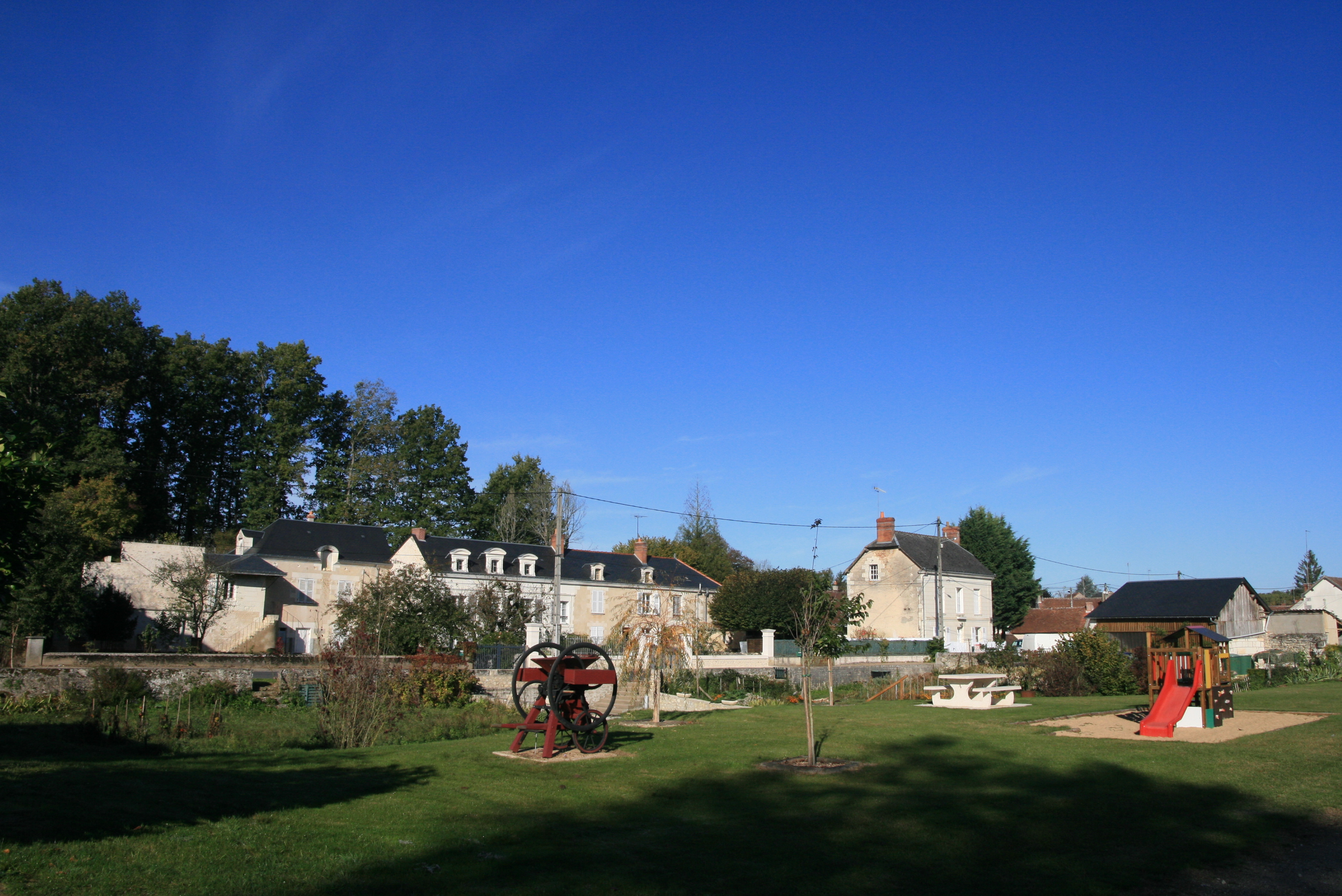
Square aménagé dans le bourg. Rue de la Gare.
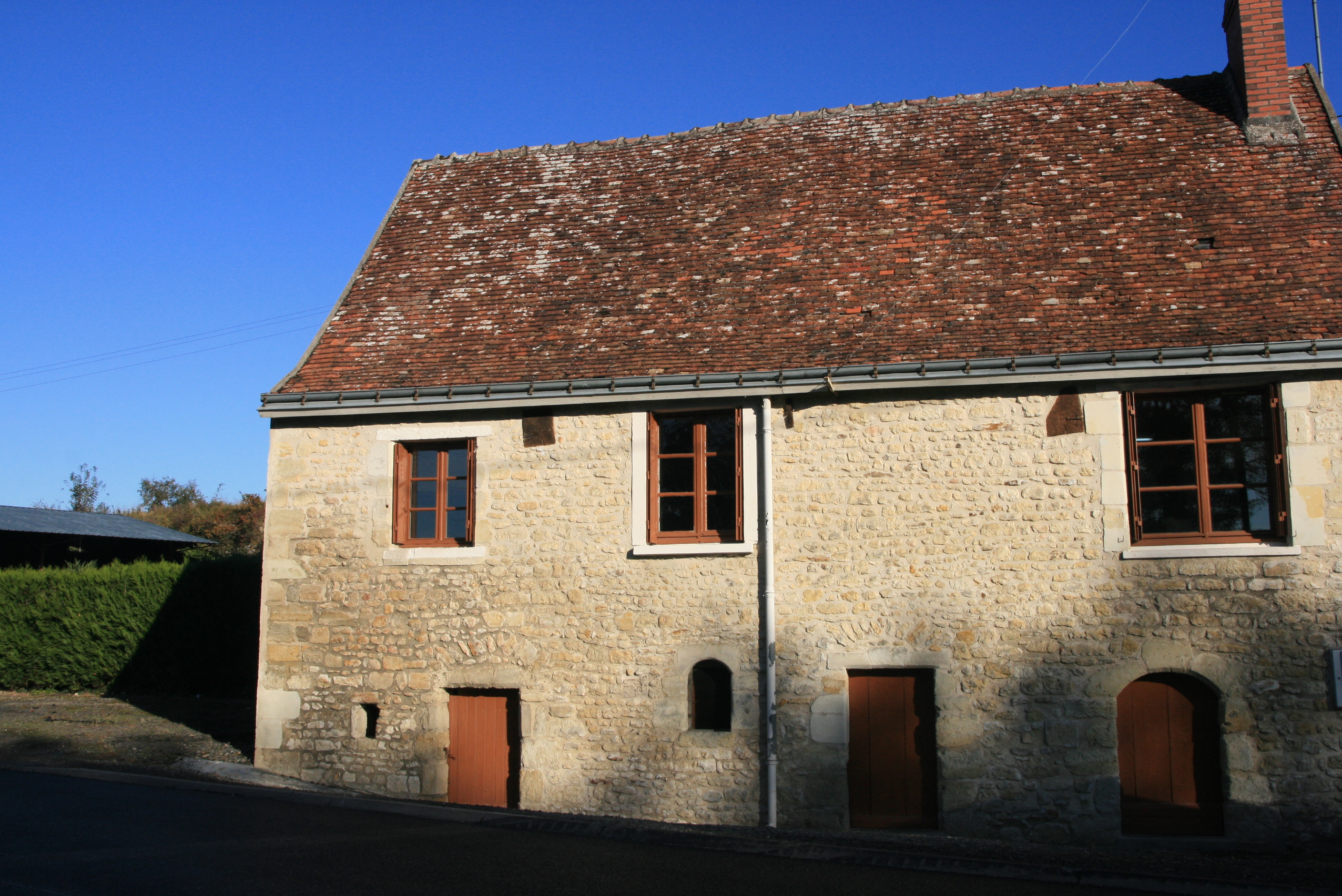
Ancienne ferme située à l'entrée ouest du village.
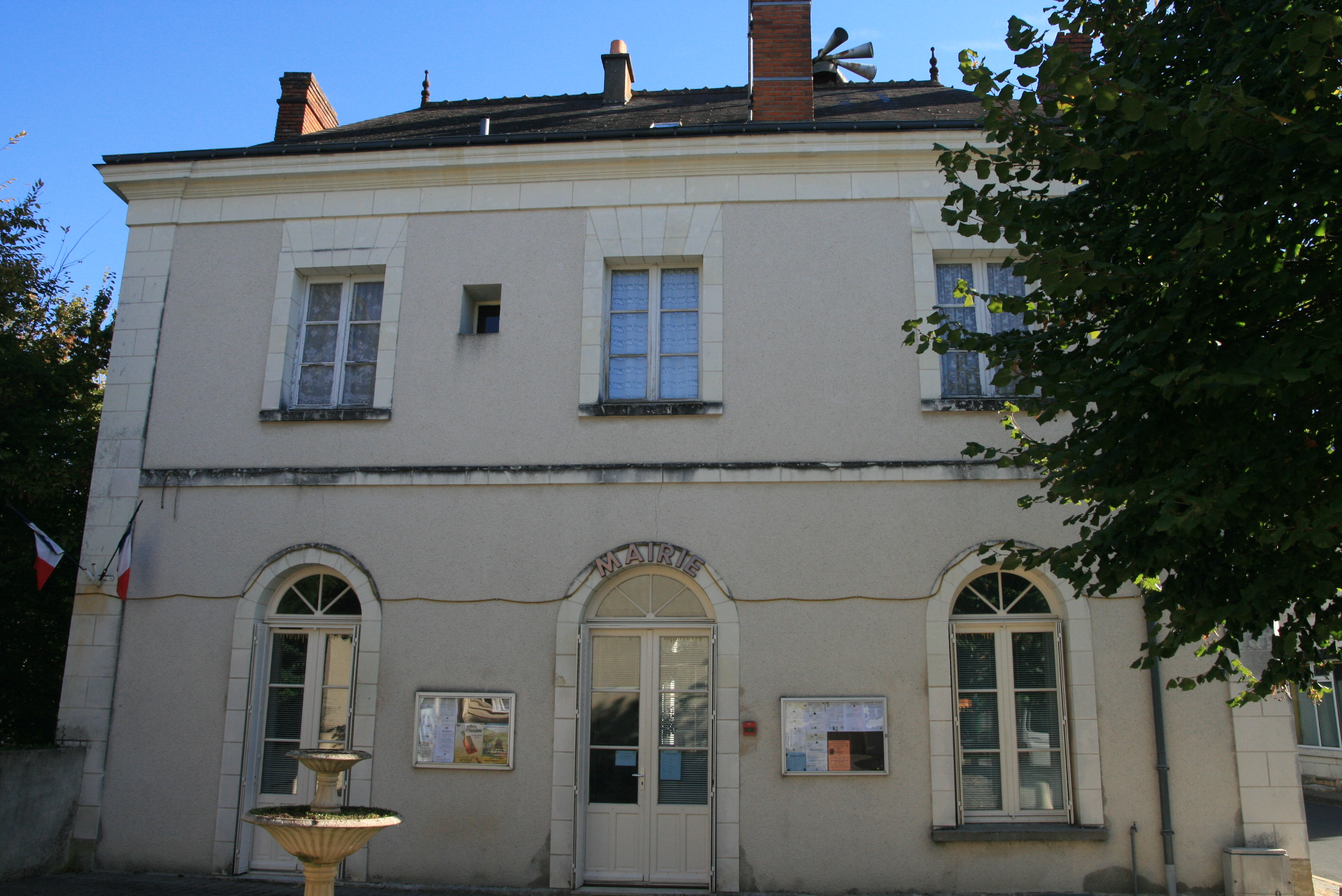
Mairie de la commune de Villeloin-Coulangé.
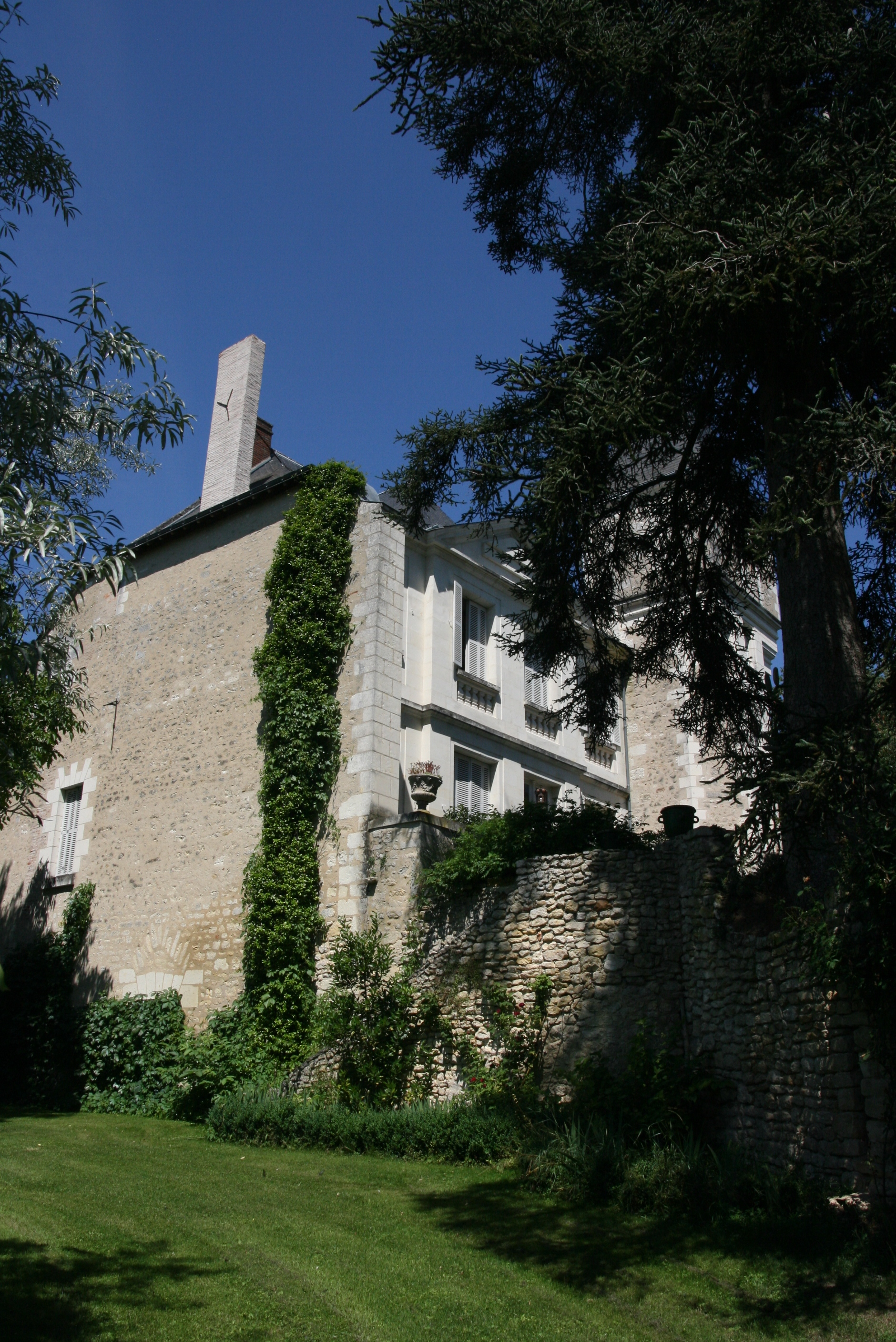
Ancien logis abbatial de l'abbaye Saint-Sauveur de Villeloin.
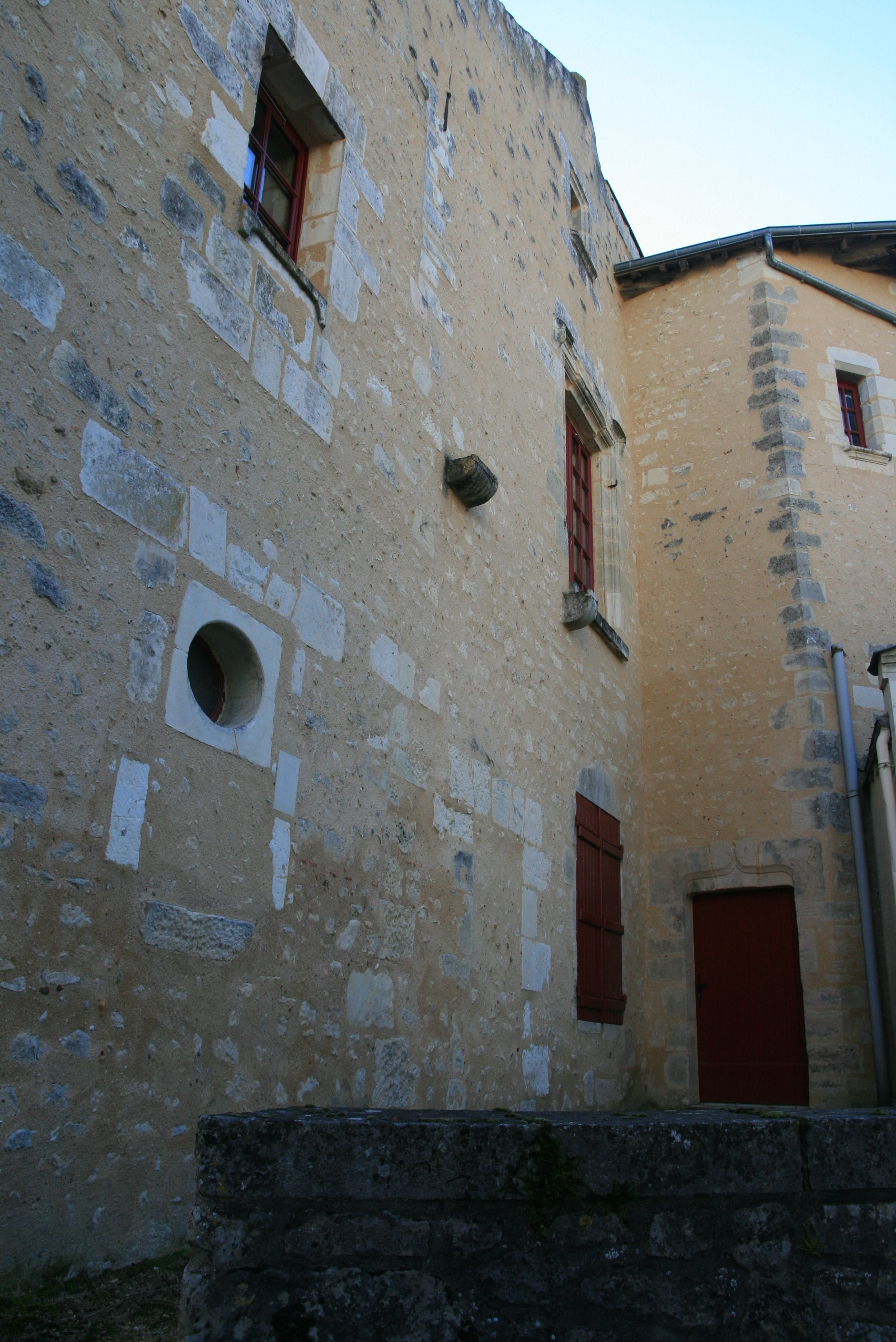
Maison ancienne située dans le village.
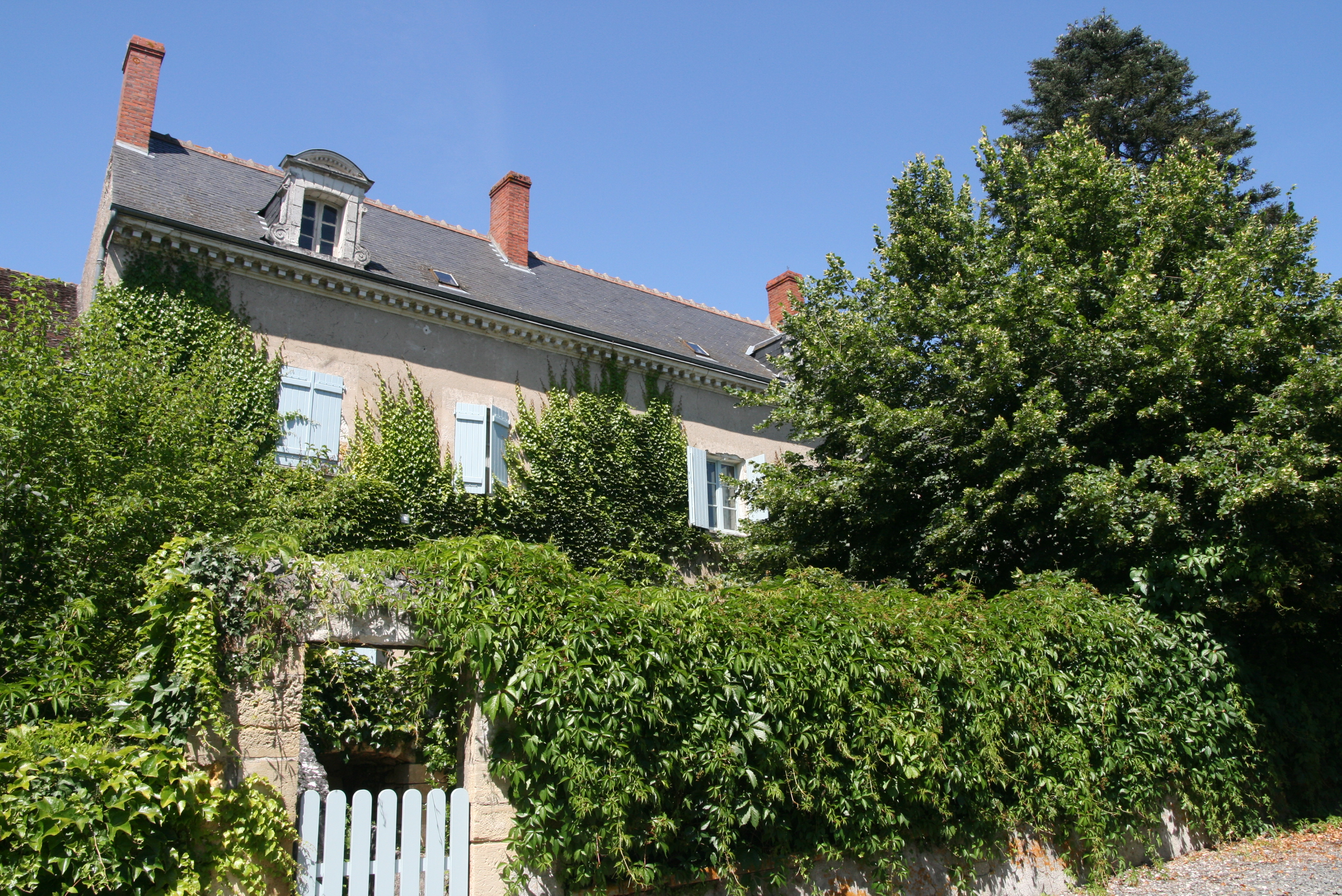
Maison dans le village.

### Risques majeurs
Le territoire de la commune de Villeloin-Coulangé est vulnérable à différents aléas naturels : météorologiques (tempête, orage, neige, grand froid, canicule ou sécheresse) et séisme (sismicité faible). Un site publié par le BRGM permet d'évaluer simplement et rapidement les risques d'un bien localisé soit par son adresse soit par le numéro de sa parcelle.

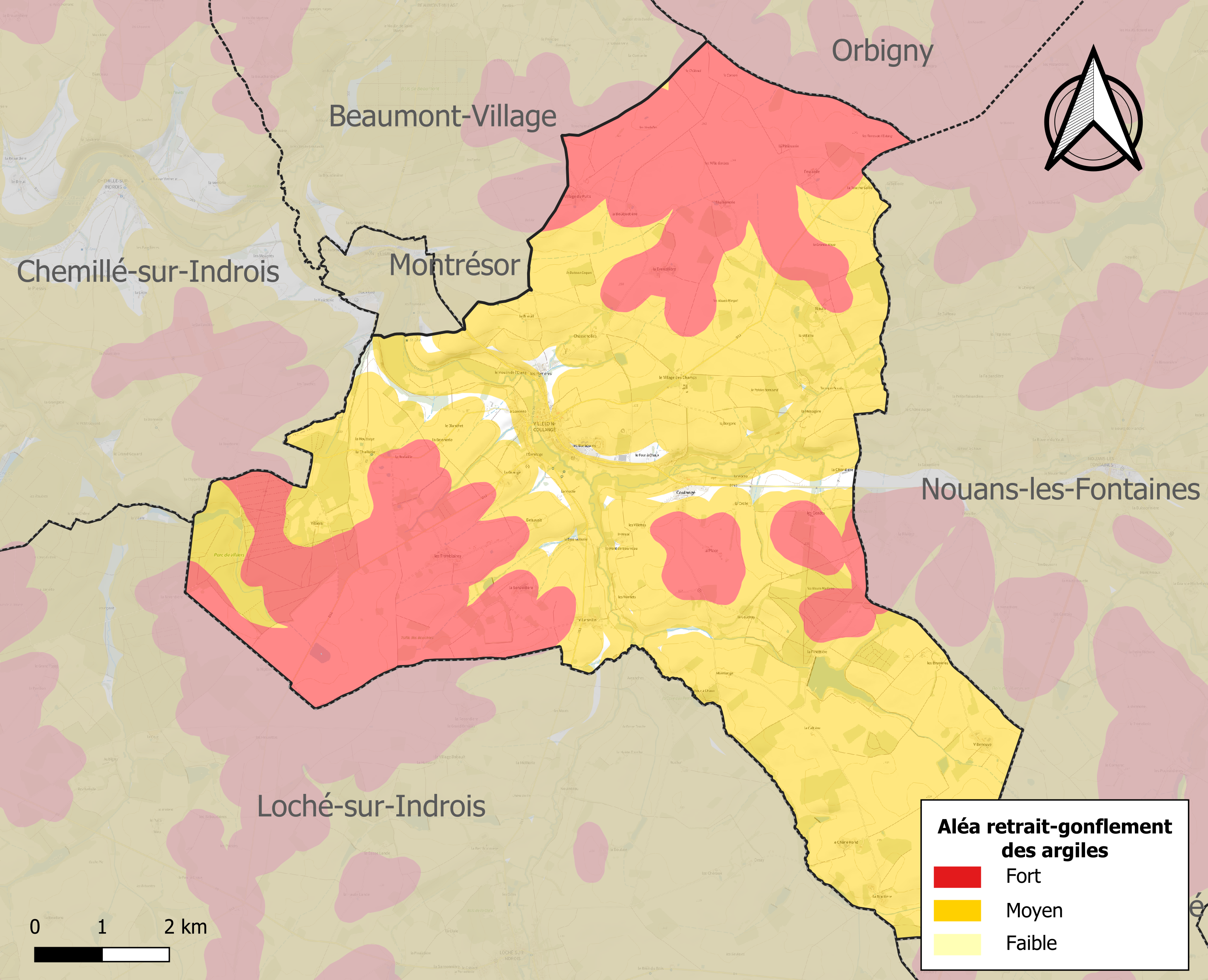
Carte des zones d'aléa retrait-gonflement des sols argileux de Villeloin-Coulangé.

Le retrait-gonflement des sols argileux est susceptible d'engendrer des dommages importants aux bâtiments en cas d’alternance de périodes de sécheresse et de pluie. 97,5 % de la superficie communale est en aléa moyen ou fort (90,2 % au niveau départemental et 48,5 % au niveau national). Sur les 381 bâtiments dénombrés sur la commune en 2019, 351 sont en aléa moyen ou fort, soit 92 %, à comparer aux 91 % au niveau départemental et 54 % au niveau national. Une cartographie de l'exposition du territoire national au retrait gonflement des sols argileux est disponible sur le site du BRGM,.
Concernant les mouvements de terrains, la commune a été reconnue en état de catastrophe naturelle au titre des dommages causés par des mouvements de terrain en 1999.

## Toponymie
D'après un mythe, le nom de Villa Lupae serait lié à une dame Louve, veuve d'Eudore, vice-consul de Tours. Elle se retire dans une de ses propriétés (ou villa) ; elle y fonde un monastère d'hommes en l'honneur du Sauveur du monde et nomme un abbé pour diriger les religieux. Ce lieu conserve le nom de sa fondatrice, Villa Lupae > Villeloin.
La forme Villa Lupae est mentionnée en 850 dans le cartulaire de Cormery à l'occasion de la fondation du monastère de Villeloin. On trouve ensuite Villa Loens et Villeloen au XIIe siècle, Villalupe, Villaloem, Ville Lupantium, Villa Lupensis en 1200 (Chartes de Villeloin) et Villeloing en 1394 dans la charte de Geofroy de Palluau. Il s'agit d'une formation médiévale en Ville- au sens ancien de « domaine rural, village », suivi des noms de femmes germaniques Lupa ou Leuwa.
Le nom de la paroisse de Coulangé est mentionné dès 859 sous la forme Columniaco dans le cartulaire de Cormery, ensuite Colungeaiacum en 1150 (Charte d'Engebaud, archevêque de Tours), Colengeium en 1200, Colenge en 1246, Collengeio en 1277 (chartes de l'abbaye de Villeloin), Coulanges en 1385 (ordonnances des rois de France), Sanctus Sulpilius de Collegio (pouillé des abbayes de France), et enfin Coulangé sur la carte de Cassini.

## Histoire

### Préhistoire et Antiquité
Le territoire communal conserve des vestiges néolithiques sur deux sites. Sur celui du Village des Champs, on trouva une meule faite d'une table de silex turonien paraissant retaillée sur une grande partie du pourtour qui fut utilisée sur toute sa surface et sur celui de la Motte un éclat laminaire à crête repris en nucléus.
On trouve aussi à La Motte un tumulus de l'âge du bronze. La légende locale dit que cette butte de terre a été formée par le géant Gargantua s'arrêtant là pour secouer la boue de ses sabots.
Des bâtiments gallo-romains ont également été repérés sur la rive sud de l'Indrois, sur laquelle sont régulièrement découvertes des briques, des céramiques, voire des traces de fondation.

### Moyen Âge

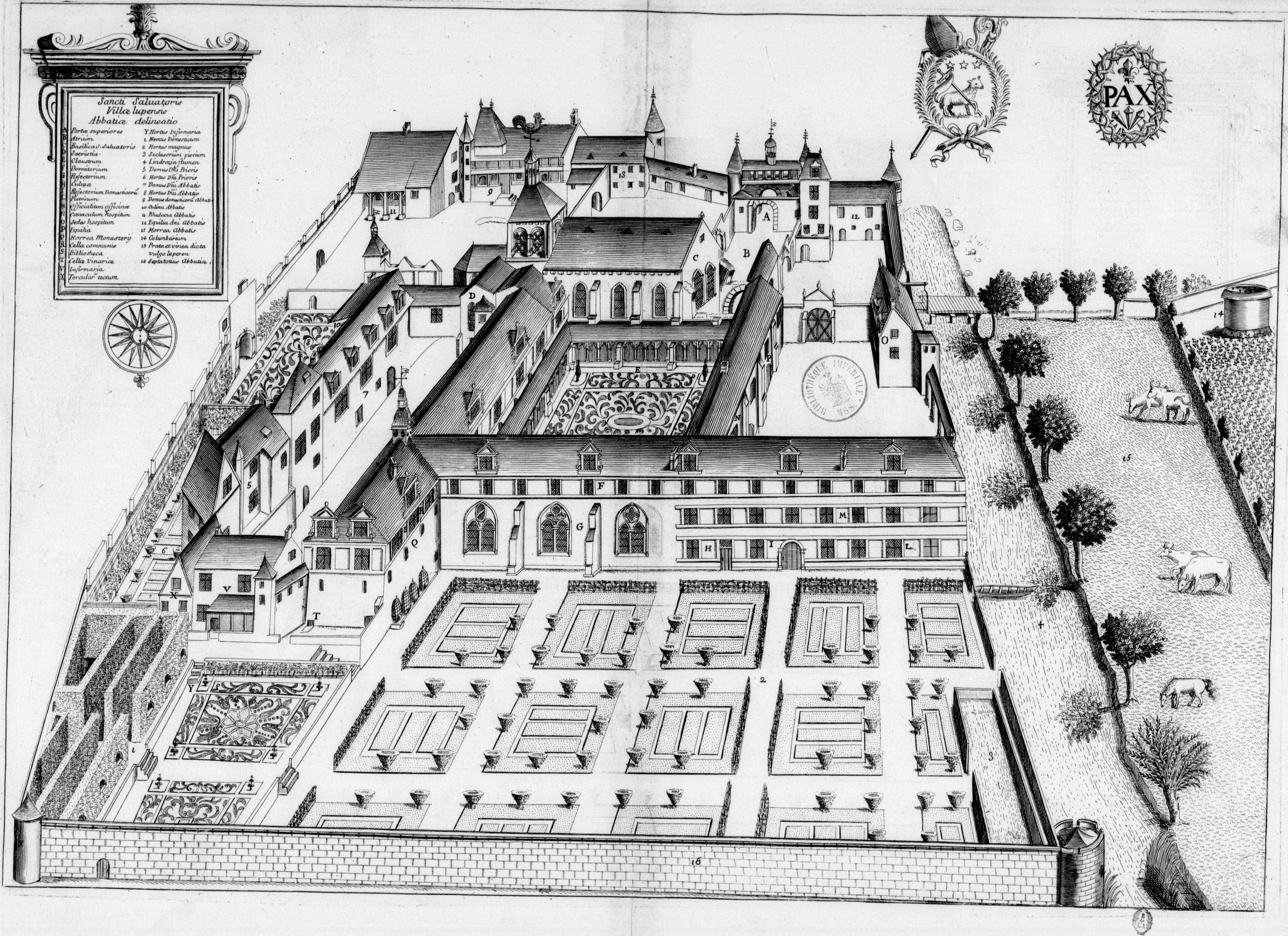
Abbaye de Villeloin - Plan de l'ancienne abbaye au XVIIe siècle - plan Monasticon Gallicanum.

Le bourg de Villeloin s'est développé autour d'une abbaye bénédictine fondée en 850. Le chevalier Mainard se proposait de fonder un monastère, « in pago videlicet Turonico, super fluvium cui nomen est Andrisco in loco qui dicitur, rustico vocàbulo, Villalupa. » (phrase en latin issue du Cartulaire de Cormery dont voici une traduction : « à savoir, en Touraine dans le village, près de la rivière, dont le nom est Andrisco au lieu que l'on dit, dont le nom rustique était Villalupa. »). On voit par un diplôme de l'empereur Louis que, du temps de Charles II le Chauve et du sien, les frères Mainard et Mainerius donnèrent à Audacher, abbé de Cormery, un lieu nommé Villeloin afin qu'il y fît construire un nouveau monastère en l'honneur du Saint Sauveur. Mais ce ne fut pas Louis le Pieux qui le fit, puisque Charles le Chauve lui survécut. Cette charte peut donc être considérée comme apocryphe. Mainard et Mainerius néanmoins furent bien réellement les fondateurs de Villeloin, et ce fut bien l'abbé Audacher qui présida à sa construction. Elle eut lieu sous le règne de Charles II, roi des Francs qui, en 850, lui donna son approbation et la plaça sous l'autorité de l'abbaye de Cormery (tenue par des bénédictins là aussi). La basilique, une fois achevée, fut consacrée par l'archevêque Hérard, en 859, lequel décida, du consentement d'Audacher, qu'il y aurait au moins vingt moines dans ce monastère. De même que Cormery dépendait de Saint-Martin, Villeloin fut dans la dépendance de Cormery, et ce furent les abbés de Cormery qui le dirigèrent d'abord.
En 965, les moines de Villeloin supplièrent l'abbé Guido (abbé de Cormery) de leur permettre d'élire eux-mêmes leur abbé, ce qu'il leur accorda, et ils élurent Huncbertus qui reçut la consécration de l'archevêque Hardouin.
Après 1060, Foulques, comte d'Anjou, donna à Villeloin des coutumes.
En 1156, le pape Adrien IV confirma leurs possessions ; le pape Innocent IV les confirma à son tour en 1253.
En 1301, le roi Philippe le Bel, approuva le diplôme de Charles le Chauve.
Le 11 août 1301, lors de son voyage à Loches Philippe le Bel séjourna dans l'abbaye : « Plus tard, entre à Villeloin un cortège brillant et nombreux, qui en part le lendemain, et traverse la forêt pour se rendre à Loches ; c'est le roi Philippe le Bel, accompagné de sa royale épouse, Jeanne de Navarre, comtesse de Champagne, de Bric et de Bigorre, fille d'Henri Ier, roi de Navarre. Le prince et la princesse restent huit jours à Loches et s'en retournent par Villeloin. ».
On connaît également les importantes donations qui servirent de base économique à la vie de la communauté, notamment celle du domaine de La Béraudière faite en 1335 par Ingelger d'Amboise. Une belle grange aux dîmes existe encore, hors des limites de l'abbaye représentée sur la gravure du XVIIe siècle.
Pendant la guerre de Cent Ans, Villeloin, comme de nombreuses villes, souffre de la guerre. Les Anglais s'en emparent en 1360 et y installent une importante garnison qui rayonne dans tout le pays. En 1361, les moines réussissent à racheter leur couvent aux occupants contre l'importante somme de 9 000 florins d'or. La majeure partie de cette rançon a été versée par Gautier de Châteauchallons, proche du comte d'Auxerre. Il s'agit donc d'une intervention politique royale. Cette pratique de rachat de bâtiment et de prisonniers était courante à l'époque.
Les bâtiments du monastère sont dévastés en 1412 par les troupes anglaises,. La même année, les religieux obtiennent du roi Charles VI que le guet et la garde de l'abbaye soient assurés par les habitants qui remplissaient jusqu'alors ces charges au profit de Loches.
Au début du XVe siècle, les édifices sont en très mauvais état. Des reconstructions commencent à partir de 1417, mais c'est surtout après la guerre de Cent Ans, en 1464, que sont reprises les fortifications qui vont servir pendant les guerres de Religion.

### Époque moderne

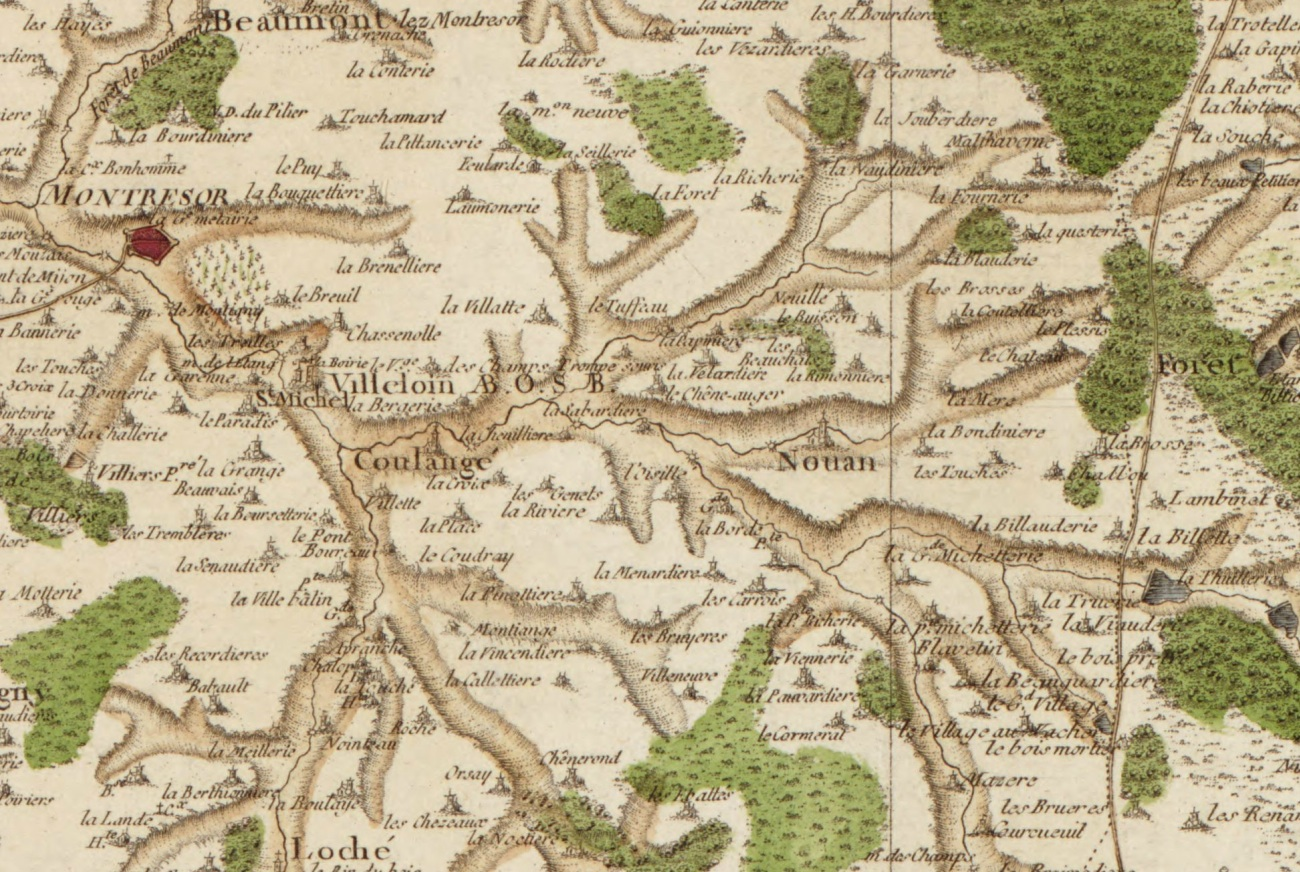
Villeloin et Coulangé au XIIe siècle - carte de Cassini.

En 1664, Michel de Marolles, abbé de Villeloin, réunit dans sa bibliothèque de véritables merveilles. Il fit peindre 150 blasons des principales villes et sommités d'Europe.
Il recueillit 123 400 estampes (dont plus de 200 Rembrandt) et plus de 400 grands volumes.
En 1667, du consentement de l'abbé de Marolles, des religieux de la congrégation de Saint-Maur entrèrent dans ce couvent pour y établir la réforme, qui ne s'effectua réellement qu'au 1er janvier 1669.

### Révolution française
Le départ en 1790 des quatre derniers bénédictins de l'abbaye (Emmanuel Charpentier, le prieur, Maurice Vallère, François Lecoq et Jean-Louis de Maussabré, les moines) laissa le champ libre aux divers acquéreurs de biens nationaux. Chacun d'entre eux, pour se clore des voisins, éleva des murs avec des matériaux de bâtiments en démolition. L'église fut détruite peu de temps après la Révolution.

### Époque contemporaine

#### XIXesiècle
Villeloin était enclavée dans la commune de Coulangé. Le 19 août 1831, elles furent réunies par ordre du roi Louis Philippe, pour devenir la commune de Villeloin-Coulangé. Cette fusion a été officialisée par une lettre du roi Louis Philippe conservée par les archives communales.

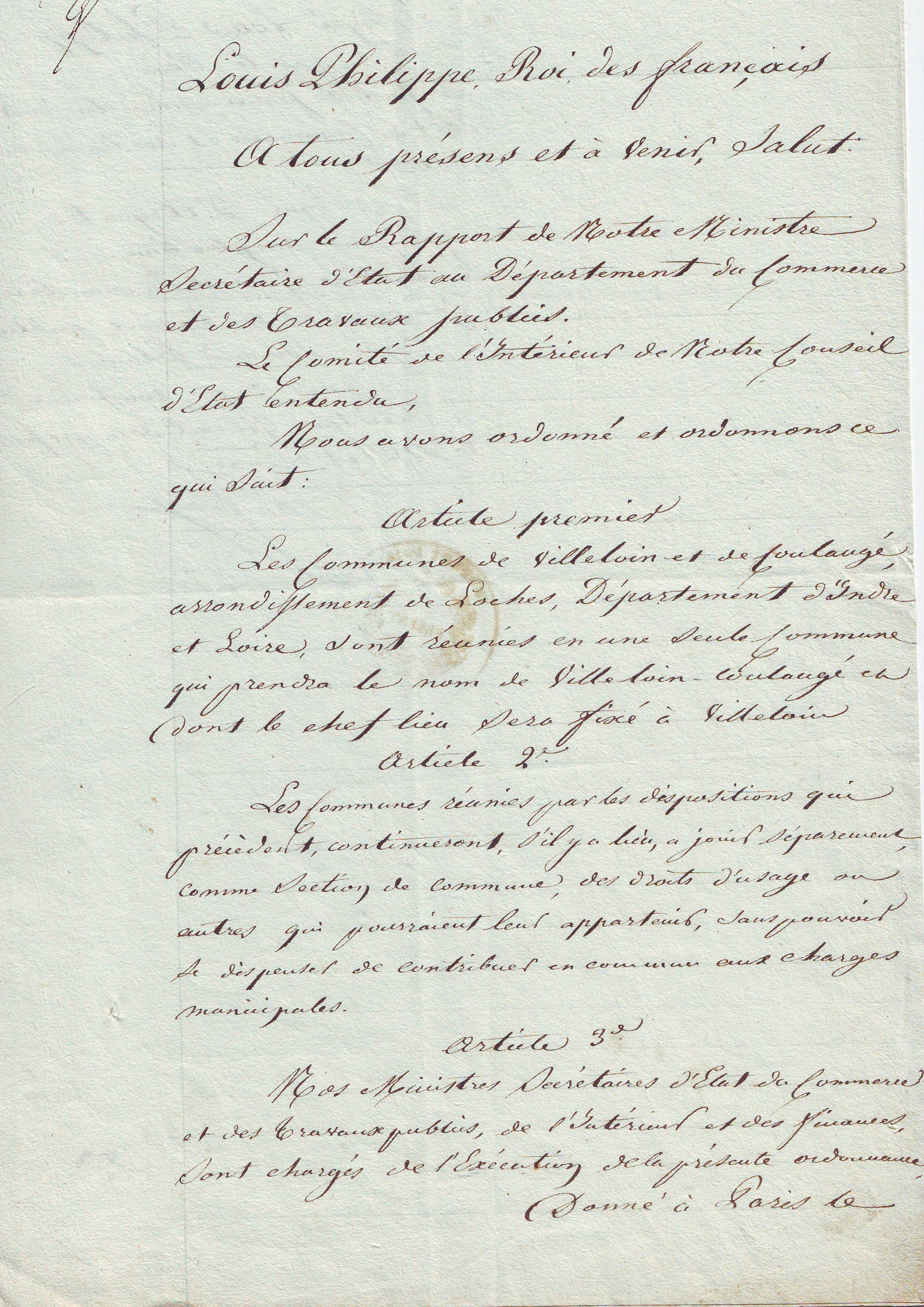
Copie conforme de la lettre de Louis Philippe, roi des Français, ordonnant la réunion des communes de Villeloin et de Coulangé. Page 1
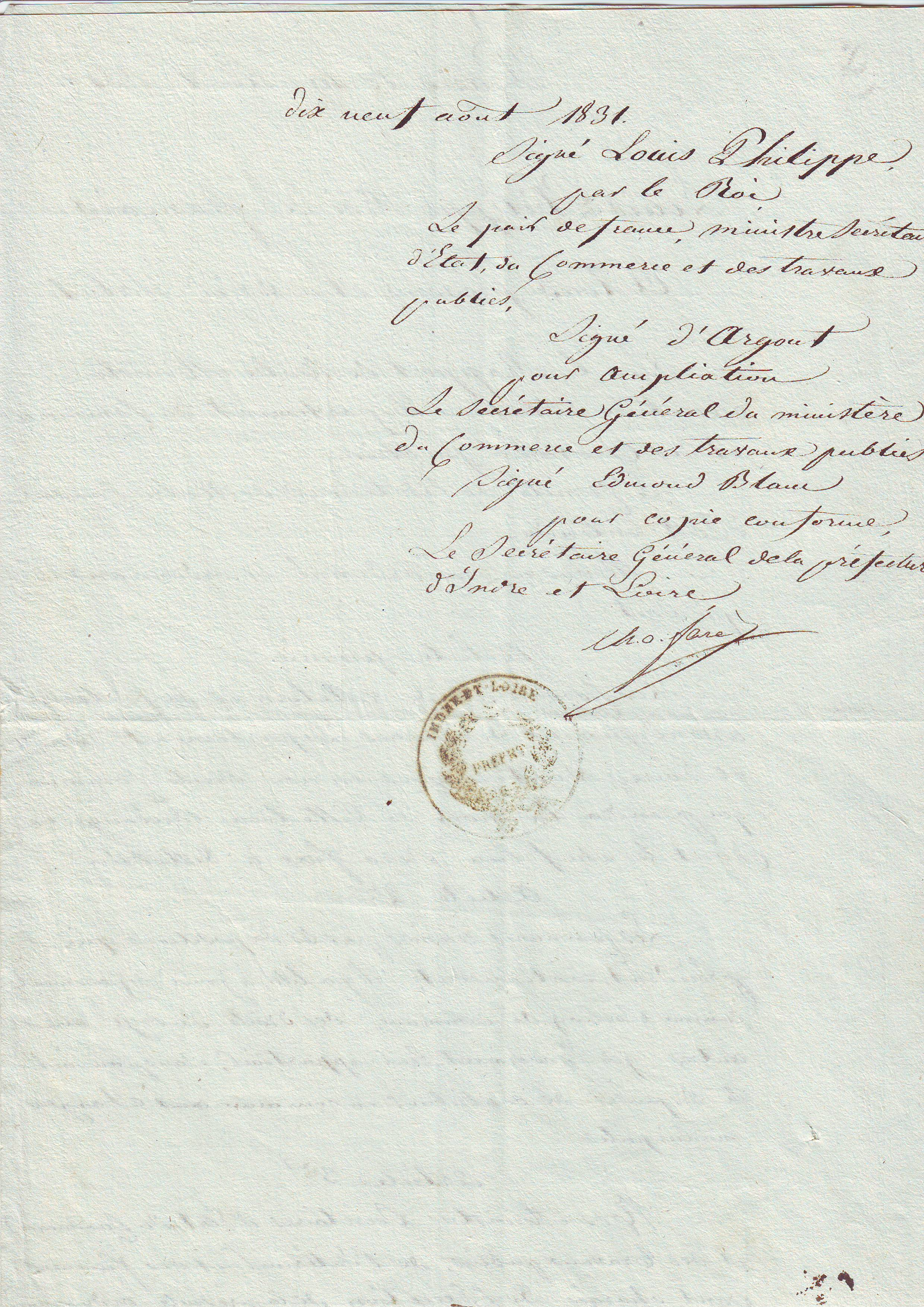
Copie conforme de la lettre de Louis Philippe, roi des Français, ordonnant la réunion des communes de Villeloin et de Coulangé. Page 2

#### XXesiècle
En 1902, la laiterie Paillaud s'installa dans une partie de l'ancienne abbaye : le cloître et le réfectoire des hôtes. En 1921, le sol de l'ancienne salle capitulaire fut fouillé. On y trouva notamment des crosses abbatiales.
Pendant la Seconde Guerre mondiale, Bernard Beguin, Daniel Charreau et Gérard Charreau, trois jeunes de la commune de Villeloin-Coulangé avaient rejoint le maquis Césario de l’ORA sous la direction du lieutenant Bretegnier qui participa aux combats d’août 1944 pour libérer la zone rurale autour de la ville de Loches (Indre-et-Loire). Le dimanche 7 septembre 2003, la mairie a rendu hommage au maquis Césario en baptisant une des places du village « place du Maquis-Césario ».

Dans les années 1980, Villeloin-Coulangé a abrité l'une des planques du groupe terroriste action directe. La découverte de cette planque a pour origine un billet de train Orléans - Saint-Pierre-des-Corps trouvé dans les poches de Georges Cipriani lors de son arrestation en 1987 dans le Loiret. Les gendarmes avaient alors opéré des contrôles dans les agences immobilières, puis auprès de nombreux propriétaires auxquels les loyers n'avaient pas été payés depuis février. Ils entrèrent ainsi en contact avec les époux Robin (un menuisier de la région), qui percevaient leur loyer en argent liquide à Villeloin-Coulangé. Georges Cipriani et Joëlle Aubron passaient un bon nombre de week-ends dans cette maison depuis octobre 1985. Le long du pavillon surmonté d'un toit de tuile rouge, Joëlle Aubron avait planté des tomates et elle en faisait des conserves soigneusement rangées dans le cellier. La jeune femme et Cipriani se montraient discrets, malgré un va-et-vient de camionnettes perceptible par les voisins certaines nuits. Un hasard sans doute : la résidence secondaire de Georges Besse était située à une trentaine de kilomètres de là, à Betz-le-Château. Cette fois, ce n'était pas une dénonciation, comme à Vitry-aux-Loges, mais un travail en profondeur des gendarmes d'Indre-et-Loire qui avait permis la découverte de la planque. 

« Joëlle Aubron, échappée de la bonne bourgeoisie et appliquée, dans les moments tranquilles, à surveiller ses chaudrons de confitures. Elle aussi, en compagnie de Georges Cipriani, avait choisi un coin retiré pour abriter ses rêves de feu et de sang : une ferme louée à Villeloin-Coulange, dans l'Indre-et-Loire. »

## Politique et administration
Les résultats électoraux de l'élection présidentielle de 2007 illustrent l'ancrage à droite de l'électorat. Au premier tour, totalisant 15,89 % des suffrages, contre 25,87 % au niveau national, Ségolène Royal se place bien derrière Nicolas Sarkozy lequel rassemble localement 30,81 % des électeurs (31,18 % en moyenne nationale) et François Bayrou avec 19,56 % (18,57 % en moyenne nationale) et à égalité avec Jean-Marie Le Pen qui fait aussi 15,89 % sur la commune (10,44 % en moyenne nationale). Lors du second tour, Nicolas Sarkozy, élu président de la République avec 53,06 % des suffrages nationaux, en recueille 63,78 % à Villeloin-Coulangé. Son opposante, Ségolène Royal, qui totalise quant à elle 46,94 % des voix au niveau national en obtient 36,22 % à Villeloin-Coulangé.
Au premier tour, les votes se ventilaient ainsi :
| A Villeloin-Coulangé :                 | Voix | 126     | 65     | 80     | 65     | 8     | 24     | 12     | 5     | 7     | 6     |
|                                        | %    | 30,81   | 15,89  | 19,56  | 15,89  | 1,96  | 5,87   | 2,93   | 1,22  | 1,71  | 1,47  |
| Dans le département d'Indre-et-Loire : | Voix | 104 125 | 84 345 | 68 641 | 30 865 | 3 791 | 10 391 | 15 480 | 4 180 | 5 714 | 4 772 |
|                                        | %    | 30,70   | 24,87  | 20,24  | 9,10   | 1,12  | 3,06   | 4,56   | 1,23  | 1,68  | 1,41  |
| Source : Ministère de l'Intérieur      |      |         |        |        |        |       |        |        |       |       |       |

L'ancrage à droite s'est également exprimé en 2009 lorsque, au premier tour des élections européennes, Jean-Pierre Audy (listes de la majorité) arrive en tête avec 32,43 % (27,88 au niveau national). Loin derrière, on trouve à égalité, avec 10,36 % des voix : Henri Weber (listes du Parti socialiste - 16,48 % au niveau national), Véronique Goncalvès (listes divers droite - 6,74 % au niveau national) et Jean-Paul Besset (listes des Verts - 16,28 % au niveau national). L'abstention est moindre qu'au niveau national : 50,83 % dans la commune contre 59,37 dans l'ensemble du territoire.
Les élections de 2010 pour les conseillers régionaux, ont vu au niveau national la quasi-totalité des régions de métropole (Alsace mise à part) élire des conseillers de gauche. À Villeloin-Coulangé, c'est Hervé Novelli (listes de la majorité) qui est arrivé en tête avec 35,06 %, suivi par François Bonneau (listes du Parti socialiste) avec 19,05 %, Philippe Loiseau (listes du Front National) avec 13,42 %, Marie-France Beaufils (listes du Parti communiste et du Parti de gauche) avec 10,39 % et Jean Delavergne (listes des Verts) avec 10,82 %.
Les élections municipales sont traditionnellement sans liste de parti. Le fait que Villeloin-Coulangé soit sous le seuil des 3 500 habitants explique que les listes ne sont pas obligatoires. Les suffrages sont comptabilisés individuellement, et le panachage est autorisé. Dans les communes de moins de 2 500 habitants, les candidatures isolées et les listes incomplètes sont autorisées. De 1965 à 2008, Jean Lévèque (Divers droite) était le maire de la commune (43 ans de mandat consécutif). Il ne s'est pas représenté en 2008. Le scrutin porte une nouvelle équipe, sans étiquette, à la mairie. Maryse Garnier, ancienne adjointe de Jean Lévèque, est maire de la commune depuis cette date. La participation a été de 80,25 %.

### Circonscriptions administratives
Villeloin-Coulangé est située dans le département d'Indre-et-Loire en région Centre-Val de Loire et dans l'arrondissement de Loches. Elle fait partie du canton de Loches.

### Intercommunalités
Membre d'un SIVOM (Syndicat intercommunal à vocations multiples) qui existait depuis 1974, Villeloin-Coulangé a adhéré à la communauté de communes de Montrésor qui regroupe les dix communes de l'ancien canton de Montrésor. On y trouve, outre Villeloin-Coulangé et Montrésor, les communes de Beaumont-Village, Chemillé-sur-Indrois, Genillé, Le Liège, Loché-sur-Indrois, Nouans-les-Fontaines, Orbigny et Villedômain.

### Liste des maires
Cette liste ne prend pas en compte les maires de Coulangé avant la fusion avec Villeloin le 19 août 1831.
| Période        | Période        | Identité                      | Étiquette | Qualité                                     |
| -------------- | -------------- | ----------------------------- | --------- | ------------------------------------------- |
| décembre 1792  | septembre 1797 | Charles Bougrier              |           | Serrurier                                   |
| octobre 1797   | septembre 1799 | Dominique-Pierre Cazan        |           | Foulonnier                                  |
| septembre 1799 | septembre 1800 | Louis-Jean Mabilleau          |           | Notaire                                     |
| septembre 1800 | avril 1816     | Alexandre Haincque-Lahoussaye |           | Propriétaire foncier                        |
| juin 1816      | juin 1840      | Jean-Pierre Mabilleau-Giraud  |           | Notaire, propriétaire foncier               |
| septembre 1840 | juillet 1843   | Emmanuel Martin               |           | Propriétaire foncier, châtelain             |
| septembre 1843 | avril 1848     | Louis-Joseph Burland          |           | Notaire                                     |
| avril 1848     | décembre 1858  | Augustin Jacquet-Delahaye     |           | Notaire, conseiller général (1848-1861)     |
| décembre 1858  | décembre 1869  | Louis-Joseph Burland          |           | Notaire                                     |
| décembre 1869  | septembre 1870 | Eugène Arrault                |           | Meunier                                     |
| septembre 1870 | juin 1871      | Anselme Palisseau             |           | Médecin                                     |
| juin 1871      | mai 1888       | Louis Mondin                  |           | Propriétaire foncier                        |
| septembre 1876 | mai 1884       | Eugène Arrault                |           | Meunier                                     |
| mai 1884       | mai 1888       | Léon Bernier                  |           | Propriétaire foncier                        |
| mai 1889       | mai 1896       | Louis Mondin                  |           | Propriétaire foncier                        |
| mai 1896       | novembre 1919  | Léon Bernier                  |           | Propriétaire foncier                        |
| novembre 1919  | mai 1925       | Louis Crosse                  |           | Médecin                                     |
| mai 1925       | janvier 1937   | René Palisseau                |           | Pharmacien                                  |
| février 1937   | mars 1940      | Michel Monpoint               |           | Propriétaire foncier                        |
| mai 1940       | juillet 1945   | carence                       |           |                                             |
| juillet 1945   | mai 1953       | Alfred Orillard               |           | Charron                                     |
| mai 1953       | mars 1965      | Pierre Gautron                |           | Agriculteur                                 |
| mars 1965      | mars 2008      | Jean Lévèque                  | DVD-UDF   | Vétérinaire, conseiller général (1979-2011) |
| mars 2008      | En cours       | Maryse Garnier                | DVD       | Infirmière                                  |

Jean Lévèque, dont le mandat a pris fin en 2008 fait partie des doyens des maires de France, avec 43 ans de mandats consécutifs.

### Fiscalité communale
Taux de fiscalité directe en 2009
| Taxe | Taux moyen de la strate | Taux voté à Villeloin-Coulangé |
| d'habitation | 8,83 %                  | 9,06 %                         |
| foncière sur le bâti | 12,98 %                 | 10,51 %                        |
| foncière sur le non-bâti                                                                                                   | 34,15 %                 | 25,73 %                        |
| professionnelle | 8,99 %                  | 6,84 %                         |
| --- | ----------------------- | ------------------------------ |
| Sources des données : Les comptes des communes - Villeloin-Coulangé. Taxes en pourcentage de la valeur locative cadastrale |                         |                                |

En 2009, l'annuité de la dette représentait 33 euros par habitant. Le taux d'endettement est donc modeste, et pour comparaison l'endettement moyen des villes de la même strate s'élève à 90 euros par habitant. Après une baisse régulière entre 2001 et 2008, l'endettement tend à repartir à la hausse. Le budget pour l'année 2009 est de 355 000 euros pour le fonctionnement et de 65 000 euros pour l'investissement.
|                                                                                     |                                                                                     | En euros                     | En euros par habitant        | Moyenne de la strate         |
| Opérations de fonctionnement                                                        | Opérations de fonctionnement                                                        | Opérations de fonctionnement | Opérations de fonctionnement | Opérations de fonctionnement |
| ----------------------------------------------------------------------------------- | ----------------------------------------------------------------------------------- | ---------------------------- | ---------------------------- | ---------------------------- |
| Total des produits de fonctionnement = A                                            | Total des produits de fonctionnement = A                                            | 403 000                      | 617                          | 750                          |
| Dont :                                                                              | Impôts Locaux                                                                       | 147 000                      | 226                          | 296                          |
|                                                                                     | Autres impôts et taxes                                                              | 0                            | 0                            | 38                           |
|                                                                                     | Dotation globale de fonctionnement                                                  | 133 000                      | 204                          | 210                          |
| Total des charges de fonctionnement = B                                             | Total des charges de fonctionnement = B                                             | 351 000                      | 537                          | 593                          |
| Dont :                                                                              | Charges de personnel                                                                | 139 000                      | 213                          | 232                          |
|                                                                                     | Achats et charges externes                                                          | 98 000                       | 150                          | 180                          |
|                                                                                     | Charges financières                                                                 | 7 000                        | 11                           | 25                           |
|                                                                                     | Contingents                                                                         | 65 000                       | 99                           | 51                           |
|                                                                                     | Subventions versées                                                                 | 3 000                        | 5                            | 31                           |
| Résultat comptable = R (A-B)                                                        | Résultat comptable = R (A-B)                                                        | 53 000                       | 80                           | 157                          |
| Opérations d'investissement                                                         |                                                                                     |                              |                              |                              |
| Total des ressources d'investissement = C                                           | Total des ressources d'investissement = C                                           | 209 000                      | 320                          | 420                          |
| Dont :                                                                              | Emprunts bancaires et dettes assimilées                                             | 130 000                      | 199                          | 77                           |
|                                                                                     | Subventions reçues                                                                  | 21 000                       | 32                           | 84                           |
|                                                                                     | FCTVA                                                                               | 9 000                        | 14                           | 66                           |
|                                                                                     | Retour de biens affectés, concédés, etc.                                            | 0                            | 0                            | 0                            |
| Total des emplois d'investissement = D                                              | Total des emplois d'investissement = D                                              | 175 000                      | 268                          | 422                          |
| Dont :                                                                              | Dépenses d'équipement                                                               | 161 000                      | 246                          | 335                          |
|                                                                                     | Remboursement d'emprunt et dettes assimilées                                        | 14 000                       | 22                           | 66                           |
|                                                                                     | Charges à répartir                                                                  | 0                            | 0                            | 0                            |
|                                                                                     | Immobilisation affectées, concédées, etc.                                           | 0                            | 0                            | 0                            |
| Besoin ou capacité de financement résiduel de la section d'investissement = E (D-C) | Besoin ou capacité de financement résiduel de la section d'investissement = E (D-C) | −34 000                      | -52                          | -2                           |
| Résultat d'ensemble = R-E                                                           | Résultat d'ensemble = R-E                                                           | 87 000                       | 133                          | 155                          |
| Autofinancement                                                                     |                                                                                     |                              |                              |                              |
|                                                                                     | Excédent brut de fonctionnement                                                     | 60 000                       | 91                           | 182                          |
|                                                                                     | Capacité d'autofinancement (CAF)                                                    | 53 000                       | 80                           | 162                          |
|                                                                                     | CAF nette du remboursement en capital des emprunts                                  | 38 000                       | 59                           | 96                           |
| Endettement                                                                         |                                                                                     |                              |                              |                              |
|                                                                                     | Encours de la dette au 31/12                                                        | 248 000                      | 380                          | 599                          |
|                                                                                     | Annuité de la dette                                                                 | 21 000                       | 33                           | 90                           |
|                                                                                     | Avance du Trésor au 31/12                                                           | 0                            | 0                            | 0                            |
| Fonds de roulement                                                                  | Fonds de roulement                                                                  | 214 000                      | 327                          | 289                          |
| Source : Les comptes des communes - Villeloin-Coulangé.                             |                                                                                     |                              |                              |                              |

### Jumelages
Au 12 janvier 2013, Villeloin-Coulangé n'est jumelée avec aucune autre commune.

## Population et société

### Démographie

#### Évolution démographique
L'évolution du nombre d'habitants est connue à travers les recensements de la population effectués dans la commune depuis 1793. Pour les communes de moins de 10 000 habitants, une enquête de recensement portant sur toute la population est réalisée tous les cinq ans, les populations de référence des années intermédiaires étant quant à elles estimées par interpolation ou extrapolation. Pour la commune, le premier recensement exhaustif entrant dans le cadre du nouveau dispositif a été réalisé en 2007.
En 2022, la commune comptait 584 habitants, en évolution de −5,04 % par rapport à 2016 (Indre-et-Loire : +1,67 %, France hors Mayotte : +2,11 %).
| 1793 | 1800 | 1806 | 1821 | 1831 | 1836 | 1841 | 1846 | 1851 |
| ---- | ---- | ---- | ---- | ---- | ---- | ---- | ---- | ---- |
| 252  | 247  | 244  | 238  | 256  | 951  | 873  | 847  | 847  |

| 1856 | 1861 | 1866 | 1872 | 1876 | 1881 | 1886  | 1891  | 1896  |
| ---- | ---- | ---- | ---- | ---- | ---- | ----- | ----- | ----- |
| 825  | 926  | 931  | 928  | 960  | 972  | 1 001 | 1 006 | 1 030 |

| 1901  | 1906  | 1911 | 1921 | 1926  | 1931  | 1936  | 1946  | 1954 |
| ----- | ----- | ---- | ---- | ----- | ----- | ----- | ----- | ---- |
| 1 025 | 1 060 | 988  | 972  | 1 011 | 1 007 | 1 111 | 1 066 | 978  |

| 1962 | 1968 | 1975 | 1982 | 1990 | 1999 | 2006 | 2007 | 2012 |
| ---- | ---- | ---- | ---- | ---- | ---- | ---- | ---- | ---- |
| 926  | 830  | 681  | 573  | 571  | 618  | 636  | 638  | 643  |

| 2017 | 2022 | - | - | - | - | - | - | - |
| ---- | ---- | - | - | - | - | - | - | - |
| 599  | 584  | - | - | - | - | - | - | - |

#### Pyramide des âges
La population de la commune est relativement âgée.
En 2018, le taux de personnes d'un âge inférieur à 30 ans s'élève à 21,3 %, soit en dessous de la moyenne départementale (34,9 %). À l'inverse, le taux de personnes d'âge supérieur à 60 ans est de 45,9 % la même année, alors qu'il est de 27,8 % au niveau départemental.
En 2018, la commune comptait 273 hommes pour 321 femmes, soit un taux de 54,04 % de femmes, largement supérieur au taux départemental (51,91 %).
Les pyramides des âges de la commune et du département s'établissent comme suit.
| Hommes | Classe d’âge | Femmes |
| ------ | ------------ | ------ |
| 1,1    | 90 ou +      | 5,0    |
| 13,6   | 75-89 ans    | 18,8   |
| 27,5   | 60-74 ans    | 25,3   |
| 22,5   | 45-59 ans    | 20,5   |
| 11,5   | 30-44 ans    | 11,3   |
| 9,7    | 15-29 ans    | 6,1    |
| 14,2   | 0-14 ans     | 12,9   |

| Hommes | Classe d’âge | Femmes |
| ------ | ------------ | ------ |
| 0,9    | 90 ou +      | 2,2    |
| 7,9    | 75-89 ans    | 10,2   |
| 17,3   | 60-74 ans    | 18,1   |
| 19,8   | 45-59 ans    | 19,1   |
| 17,9   | 30-44 ans    | 17,2   |
| 18,5   | 15-29 ans    | 17,5   |
| 17,6   | 0-14 ans     | 15,6   |

#### État matrimonial et composition des ménages
| Marié(e)                               | Veuf(veuve) | Divorcé(e) | Célibataire |
| -------------------------------------- | ----------- | ---------- | ----------- |
| 49 %                                   | 17 %        | 7,3 %      | 26,7 %      |
| Source : Chiffres clés de l'INSEE 2007 |             |            |             |

Le nombre moyen de personnes par ménage est passé de 3,4 à 2,2 entre 1968 et 2007.

#### Mobilité résidentielle sur cinq ans
Depuis 2002, 26 % de la population nouvellement installée provient d'une autre région de France métropolitaine. 67,3 % des résidents n'ont pas déménagé tandis que 6,5 % des résidents ont changé de logement tout en restant au sein de la commune. Ainsi, alors que sur les plans départemental et régional les migrations résidentielles auraient globalement tendance à renforcer le vieillissement des populations (notamment avec une part plus importante de départs chez les jeunes adultes), les dynamiques de mobilité qui animent la commune semblent suivre une tendance pour partie différente. Les mécanismes locaux de la mobilité résidentielle sont fondés, certes, sur le départ de populations fraîchement diplômées, mais ces départs sont numériquement compensés par l'installation de foyers de néoruraux — actifs ou retraités — fuyant les désagréments des villes à la recherche d'une qualité de vie moins stressante.

### Enseignement
Située dans l'académie d'Orléans-Tours, la ville administre une école, à la fois école maternelle et école élémentaire d'environ 50 élèves. Celle-ci fait partie du regroupement pédagogique communal incluant les écoles de Loché-sur-Indrois et Montrésor pour les enfants (141 au total en 2009, dont 55 de Villeloin-Coulangé) des communes de Villeloin-Coulangé, Montrésor, Loché-sur-Indrois, Chemillé-sur-Indrois, Beaumont-Village et Villedômain.
Le collège le plus proche est situé à Montrésor et le lycée le plus proche à Loches.

### Manifestations culturelles et festivités
La commune ne possède pas d'office de tourisme sur son territoire, elle dépend de l'office de tourisme du Val d'Indrois situé à Montrésor. On y retrouve toutes les communes de la Communauté de communes de Montrésor avec les communes de Beaumont-Village, Chemillé-sur-Indrois, Genillé, Le Liège, Loché-sur-Indrois, Montrésor, Nouans-les-Fontaines, Orbigny, Villedômain.
Toutefois, le syndicat d'initiative de Villeloin-Coulangé, présidé en 2010 par Didier Béguin organise des événements toute l'année. Grâce aux bénéfices réalisés lors des manifestations qu'il organise, ce syndicat d'initiative a financé en 2009 l'installation d'une nouvelle aire de jeux pour les enfants au bord de l'Indrois et de l'ancienne gare. Parmi les manifestations organisées, on compte :
- en avril : une randonnée pédestre d'une dizaine de kilomètres ;
- en juillet : la fête des fleurs. Plus de 500 repas sont servis pendant la soirée qui se termine par un bal et un feu d'artifice ;
- le 15 août : la brocante. Elle réunit plus de 300 exposants et accueille plusieurs milliers de visiteurs depuis plus de vingt ans et reste l'une des plus importantes de la région. Elle a droit à un reportage télévisé tous les ans[66],[67] ;
- en décembre : l'arbre de Noël. Un spectacle est organisé pour la centaine d'enfants du village chaque année avec un goûter traditionnel et l'arrivée du père Noël avec les cadeaux offerts par la commune.

### Communication et équipements
Villeloin-Coulangé bénéficie d'une agence postale / point multiservice.
La commune dispose d'une salle des fêtes polyvalente, qui peut être mise à la disposition des associations et des habitants.
La liste des équipements présents sur la commune est complétée par une bibliothèque municipale, située au sein de l'école, intégrée au réseau de bibliothèques du territoire du lochois, un cimetière, et un columbarium.
L'ensemble du territoire de la commune est desservi par l'ADSL. Toutefois, les villages et hameaux éloignés de plus de 3 km des centraux (situés à Montrésor et Nouans-les-Fontaines) sont affectés par une réduction des performances de l'internet haut débit.
Villeloin-Coulangé met à disposition des habitants des sacs et des conteneurs permettant de faire un tri sélectif. La commune ne possède pas de centre de traitement des déchets ; les déchèteries du SMICTOM du Val d'Indrois, situées sur les communes de Genillé et Nouans-les-Fontaines, sont à proximité.

### Santé
Une pharmacie et plusieurs professionnels libéraux de santé sont présents sur la commune. Une maison médicale regroupant l'ensemble de ceux-ci est en chantier ; son ouverture est prévue pour 2012.
Le centre hospitalier le plus proche est le centre hospitalier Paul Martinais à Loches, le centre de convalescence et de réadaptation est celui de « Puygibault » situé route de Bourrais à la périphérie de la ville de Loches, le centre hospitalier universitaire est à Tours.
Depuis 1970, Villeloin-Coulangé dispose d'une maison de retraite médicalisée de 82 places, « Les Baraquins », qui est également un établissement d'hébergement pour personnes âgées dépendantes (EHPAD).

### Sports
La commune dispose d'un terrain de football qui est (rarement) utilisé par l'ECF (entente des clubs de football du pays montrésorois) (95 licenciés en 2010-2011). Les joueurs sont répartis en six équipes de « moins de 7 ans » à « moins de 18 ans ». Les terrains principaux utilisés par l'ECF sont ceux des communes de Genillé, Nouans-les-Fontaines, Orbigny et Loché-sur-Indrois.
Le club de pétanque de Villeloin-Coulangé a été créé en 1989. En 2010, le club fonctionne bien malgré un nombre réduit d'adhérents : 5 seulement.
Depuis septembre 2010, un cours de gymnastique, mis en place par une association intercommunale (L'entente communale de gymnastique volontaire - ECGV) déploie l’activité gymnique sur trois communes : Villeloin-Coulangé, Nouans-les-Fontaines et Villedômain.

### Cultes

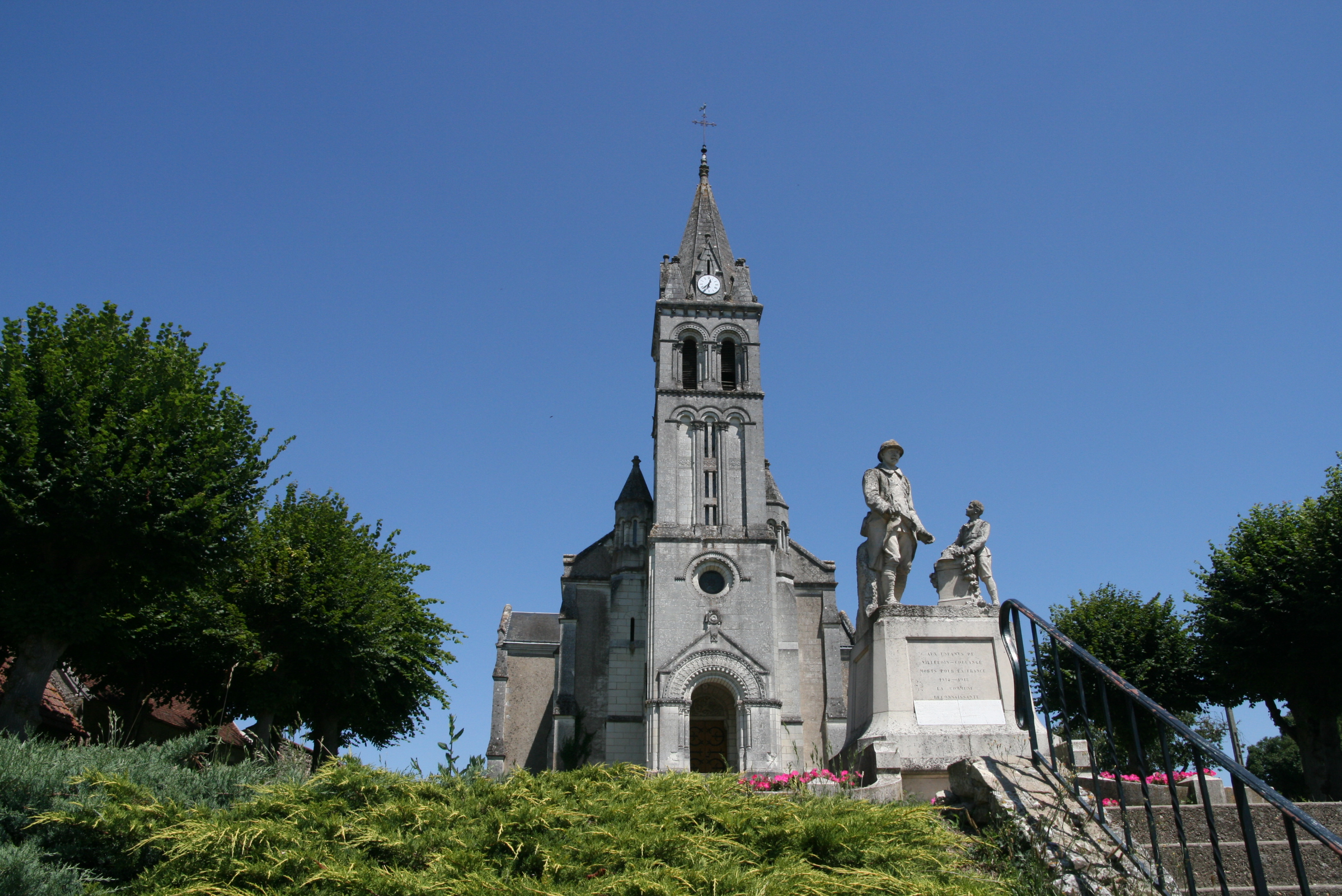
L'église Saint-Michel et le monument aux morts.

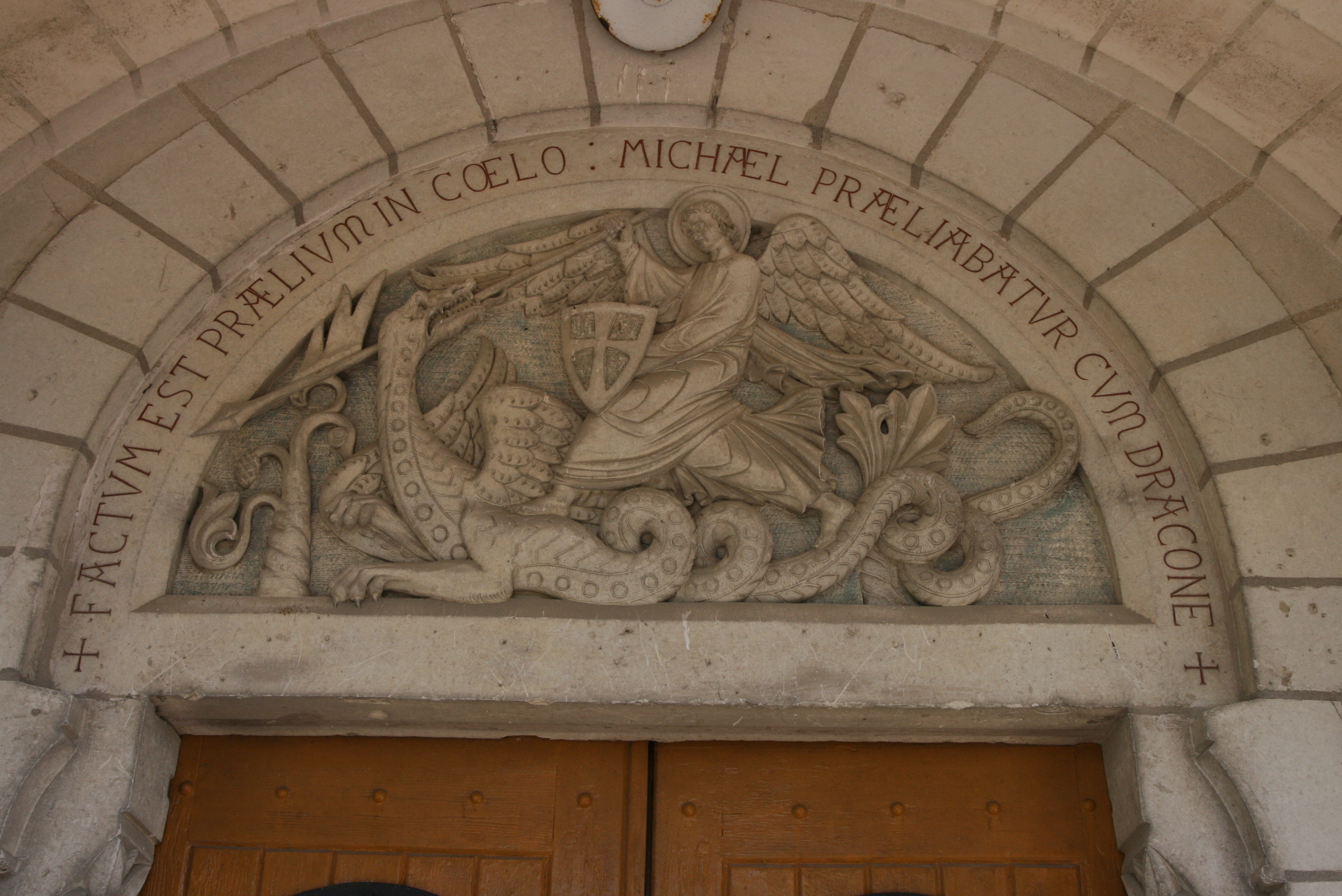
Saint Michel terrassant le dragon (fronton de l'église de Villeloin-Coulangé).

La commune de Villeloin-Coulangé relève de la paroisse catholique Saint-Jean-Baptiste, qui est une subdivision du diocèse de Tours, lequel relève de la Province ecclésiastique de Tours. La paroisse Saint-Jean Baptiste regroupe huit communes et huit clochers dont celui de Saint-Michel à Villeloin-Coulangé.
Une communauté de l'ordre de Grandmont (qui suit la règle de Saint Étienne de Muret) est présente depuis 1979 dans la commune au prieuré de Grandmont Villiers. Dans un ancien ermitage grandmontain fondé par Henri II Plantagenêt, trois frères vivent de « l'évangile et de la croix » en communion avec toute l'Église.
La messe n'est dite dans l'église Saint-Michel qu'à de rares occasions et pour les baptêmes, mariages et enterrements.

## Économie
Villeloin-Coulangé est classée en zone de revitalisation rurale par arrêté du 16 mars 2017.

### Revenus de la population et fiscalité
En 2008, le revenu fiscal médian par ménage était de 15 116 €, ce qui plaçait Villeloin-Coulangé au 25 993e rang parmi les 31 604 communes de plus de 50 ménages en métropole.
La commune se trouve dans l'aire géographique et dans la zone de production du lait, de fabrication et d'affinage du fromage Valençay.

### Entreprises
Villeloin-Coulangé est un village avec assez peu d'entreprises : au 1er janvier 2008 la commune en comptait 26 (hors agriculture). En 2007, ces établissements étaient répartis, pour 6,9 % dans l'industrie, 17,2 % dans la construction, 27,6 % dans le commerce et 48,3 % dans les services. À titre de comparaison, dans le département d'Indre-et-Loire on trouve 15,3 % des emplois dans l'industrie, 7,9 % dans la construction, 41,9 % dans le commerce et 31,5 % dans les services.
La principale entreprise industrielle est Leroux SA spécialisée dans le profilage à froid et le cintrage de tous métaux.
Le premier employeur de la commune est la maison de retraite des Baraquins, qui en 2010 comptait 63 postes.
En 2007, l'activité agricole restait importante, bien qu'entre 1988 et 2000 le nombre d'exploitations agricoles soit passé de 42 à 27 (de 33 à 20 pour les professionnels). La surface agricole utile atteignait 2 646 hectares (dont 1 392 ha en céréales). Le cheptel bovin dépassait 600 têtes. En 2010, la commune comptait neuf exploitations en polyculture, onze élevages viande et un élevage laitier.

### Emploi
En 2007, le taux de chômage à Villeloin-Coulangé était de 8,8 % contre 11,4 % en 1999.
Structure des emplois à Villeloin-Coulangé, selon le recensement de 1999
|                             | Agriculteurs | Artisans, commerçants, chefs d'entreprise | Cadres, professions intellectuelles | Professions intermédiaires | Employés | Ouvriers |
| --------------------------- | ------------ | ----------------------------------------- | ----------------------------------- | -------------------------- | -------- | -------- |
| Villeloin-Coulangé          | 13,2 %       | 3,8 %                                     | 13,2 %                              | 11,3 %                     | 30,2 %   | 28,3 %   |
| Moyenne nationale           | 2,4 %        | 6,4 %                                     | 12,1 %                              | 22,1 %                     | 29,9 %   | 27,1 %   |
| Sources des données : Insee |              |                                           |                                     |                            |          |          |

### Commerce
Si certains commerces ont disparu (boulangerie, boucherie, café, restaurant), il subsiste sur la commune une épicerie (qui assure les livraisons à domicile) qui propose du pain, du poisson et a mis en place des partenariats avec les producteurs locaux ; un tabac - presse qui, depuis sa reprise en 2005, propose, en plus, de la papeterie, des produits informatiques, des cadeaux ; un salon de coiffure ; une pharmacie. Par ailleurs, un boucher ambulant dessert le village une fois par semaine.
De nombreux artisans sont aussi présents sur la commune : menuisier, plombier, peintre, peintre d'intérieur, charpentier, électricien, maçon, couvreur, scierie.

## Culture locale et patrimoine

### Lieux et monuments

#### L'abbaye Saint-Sauveur de Villeloin

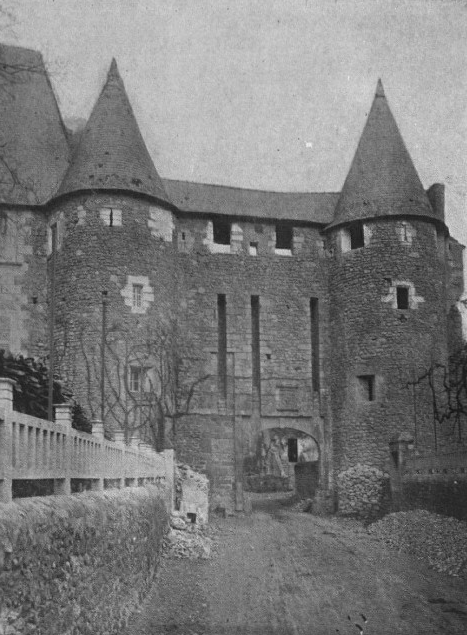
Abbaye de Villeloin - porte d'entrée fortifiée sud - XVe siècle - photo de 1923.

Fondée au IXe siècle par deux chevaliers, l'abbaye bénédictine Saint-Sauveur de Villeloin est dévastée par les troupes anglaises pendant la guerre de Cent Ans en 1360 puis en 1412. L'abbaye était située à la frontière entre les possessions anglaises (sous Édouard III d'Angleterre) et le royaume de France de Philippe VI de France.
Le monastère devient prospère grâce à de nombreux dons. On sait que l'abbaye de Villeloin était importante par son nombre de moines et les terres possédées. Le 11 août 1301, lors de son voyage à Loches, Philippe le Bel séjourna dans l'abbaye.
Par ailleurs, deux crosses épiscopales furent découvertes lors de fouilles en 1921 (voir ci-dessous). La présence de ces deux crosses dans l'environnement de l'abbaye de Villeloin donne une indication sur la place réelle de cet établissement, fondé dès le IXe siècle, à la période médiévale. Ces deux objets, en particulier la crosse émaillée, étaient précieux et très coûteux, et semblent indiquer que leurs possesseurs étaient des abbés d'un certain renom.
L'abbaye Saint-Sauveur de Villeloin fait l'objet en 1927 de quatre inscriptions au titre des monuments historiques : l'église datant du XIIe siècle est fut inscrite par arrêté du 18 mars 1927). L'ancien prieuré, le pavillon Renaissance et les tours sont du XVIe siècle. L'ancien couvent est du XVIIe siècle. Sa façade et son portail du XVIIe siècle, ainsi que la porte de l'ancienne chapelle ont été inscrits par arrêté du 20 mai 1927. L'ancien prieuré avec pavillon et tourelle Renaissance, le grand portail d'entrée, les deux tours du pont-levis et la tour à l'Est du pont-levis ont été inscrits par arrêté du 20 mai 1927. Enfin, le pavillon Renaissance et la grande tour carrée ont été inscrits par arrêté du 20 mai 1927.

#### Les crosses de l'abbaye de Villeloin
Lors de travaux réalisés dans la commune de Villeloin-Coulangé au début des années 1920, deux crosses abbatiales ont été trouvées.
Une crosse pastorale du XIIIe siècle fait l’objet d’un classement au titre objet des monuments historiques depuis le 9 juillet 1921.
Elle a été mise au jour par Charles Paillaud le 26 février 1921. Elle se trouvait dans un tombeau, sous le pavage d'une salle qui fut à l'époque identifiée comme l'ancienne salle capitulaire de l'abbaye Saint-Sauveur de Villeloin. Cette crosse en ivoire de 0,16 m (0′ 6″) est datée des environs de l'an 1200. Elle fut trouvée associée à la bouterolle (ou cuspes) de bronze qui terminait sa hampe. Le musée de Cluny put acquérir cette rare pièce en avril 1929. Elle est exposée au musée dans la salle des ivoires.
Une seconde crosse a été mise au jour dans la même salle que la première, le 13 juillet 1921. C'est un travail d'émaillerie limousine. Réalisée vers 1220-1235, elle est faite de cuivre embouti, champlevé, gravé, émaillé bleu moyen et doré. Elle est haute de 32,7 cm et large de 18 cm. On y voit le Couronnement de la Vierge dans la volute et l'Annonciation sur la douille. Elle est visible au musée de l'hôtel Goüin à Tours.

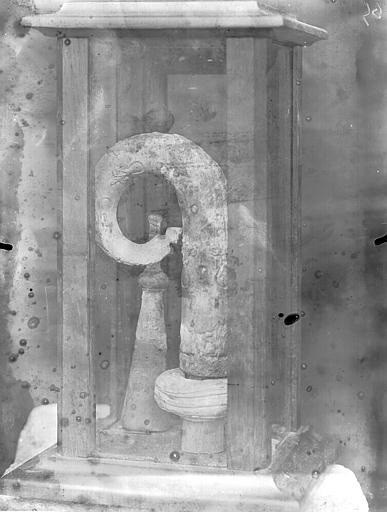
Photo ancienne (1923) de la crosse épiscopale du XIIIe siècle en ivoire.
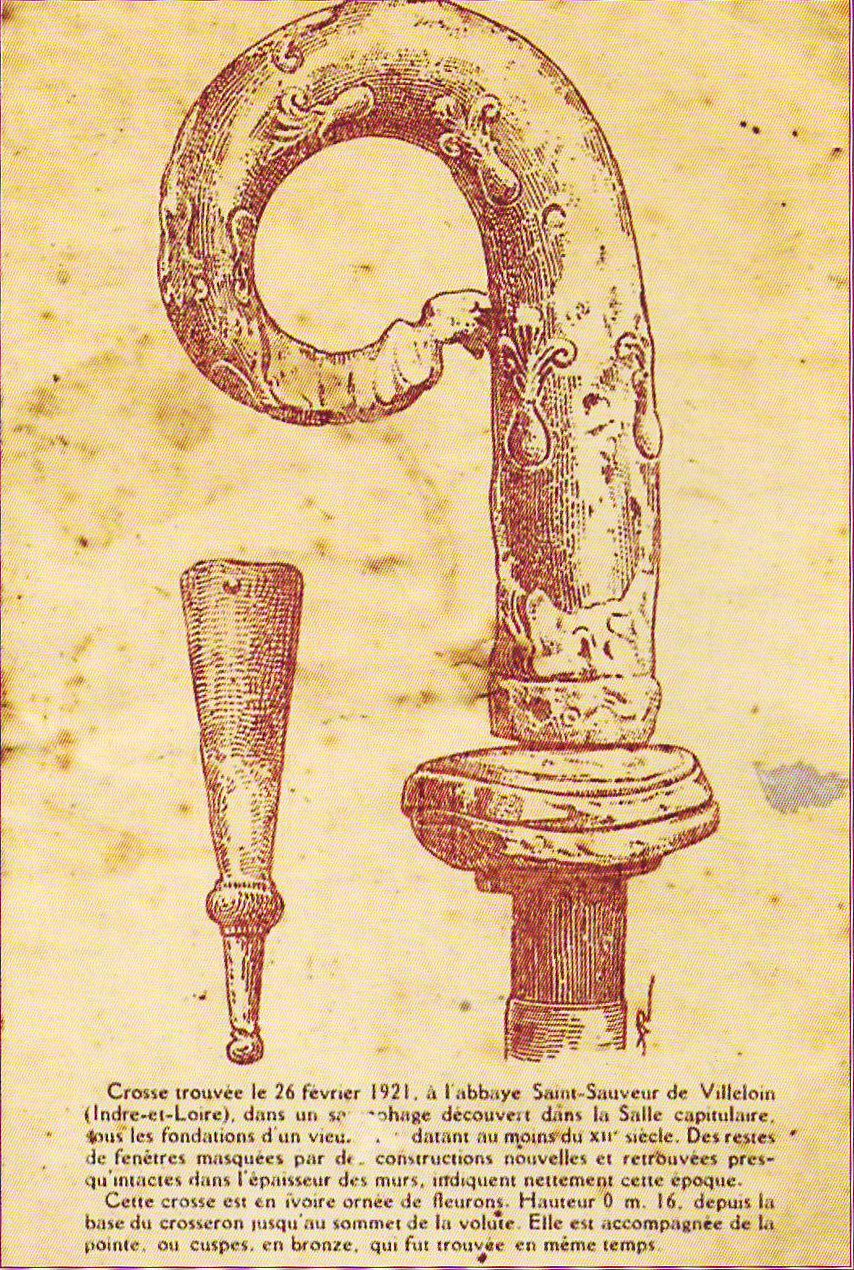
Crosse épiscopale du XIIIe siècle en ivoire de 16 cm. Elle est ornée de fleurons.
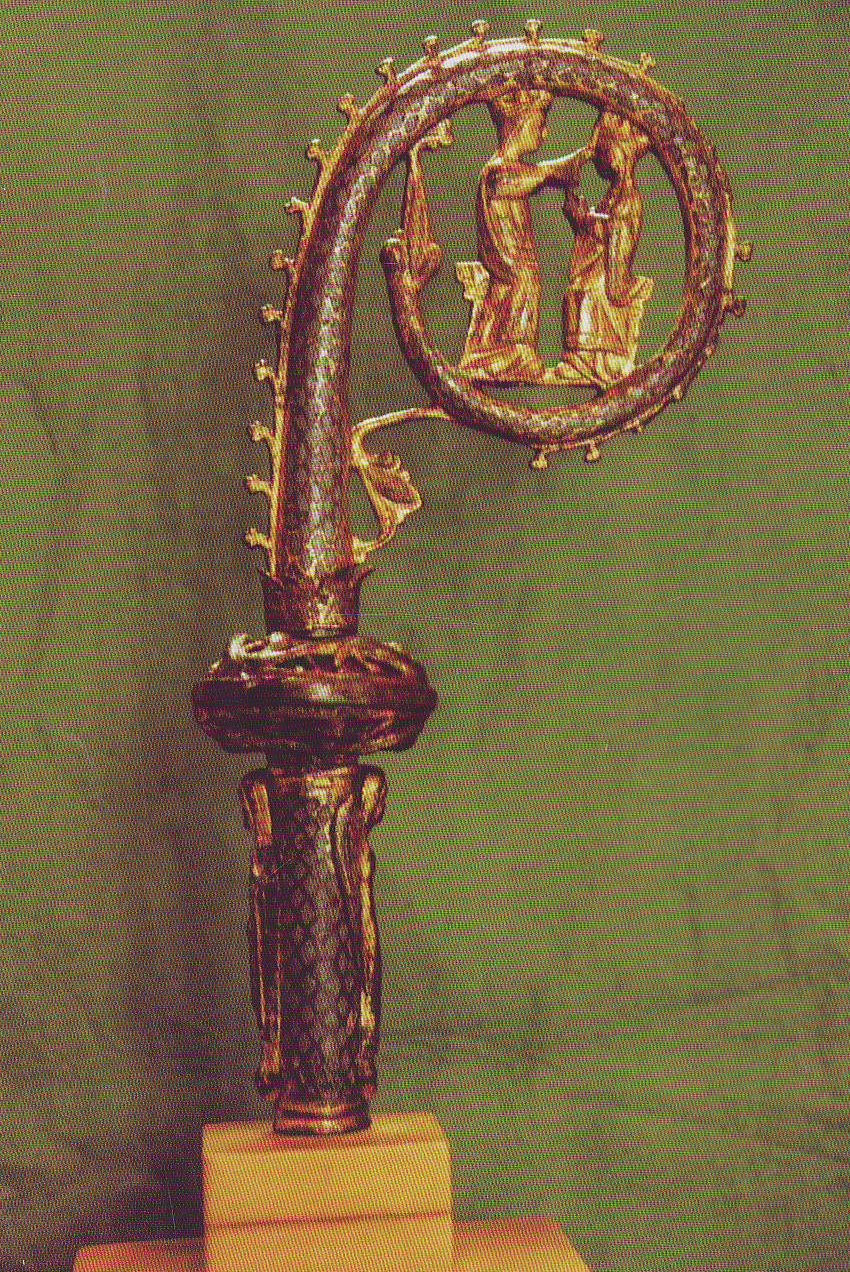
Crosse en cuivre émaillé du XIIIe siècle. Émaux limousins.

#### Le prieuré de Grandmont Villiers

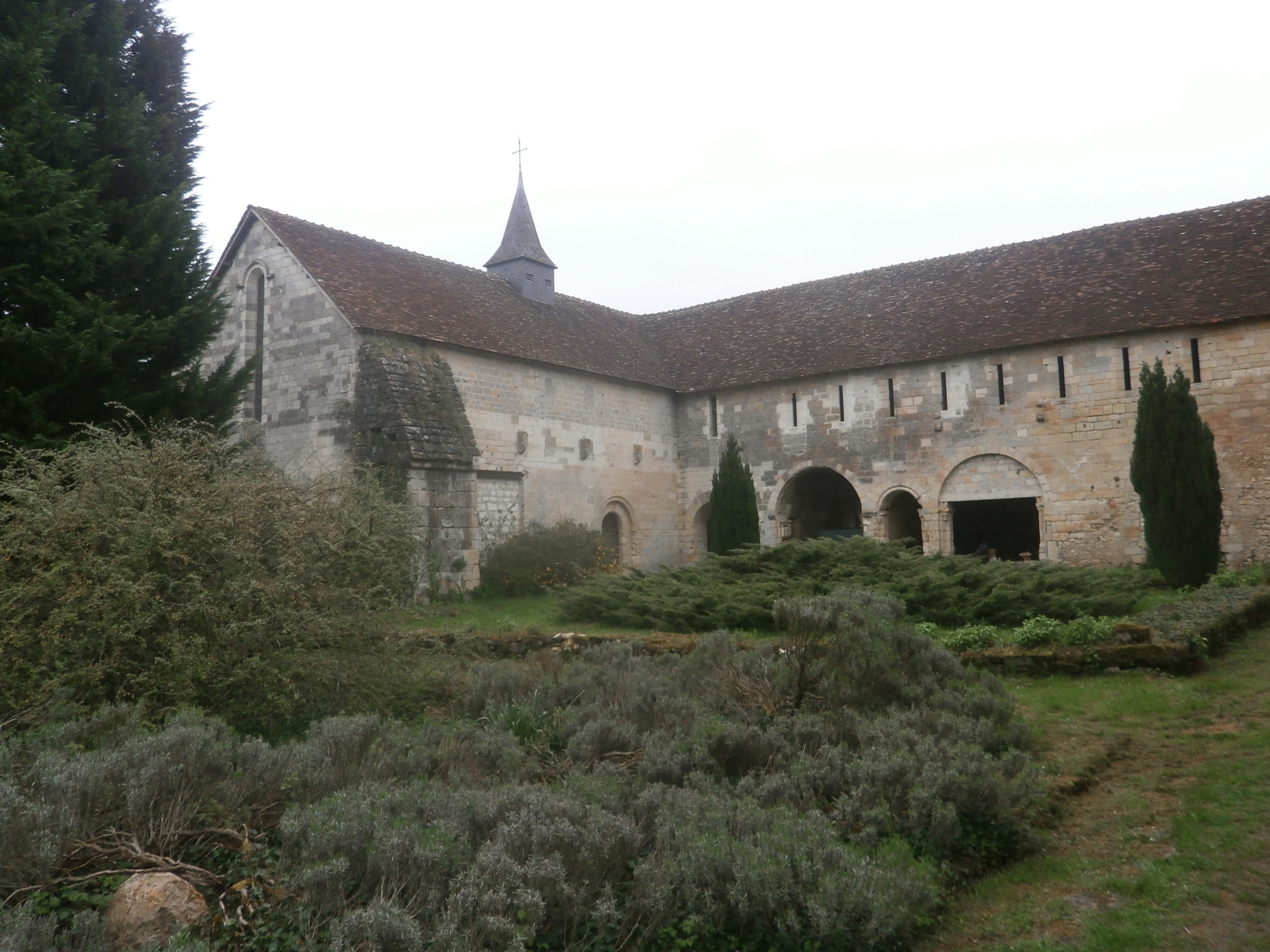
L'ancien cloître du prieuré.

Vers 1157, Henri II Plantagenêt fonde la maison de Grandmont-Villiers pour les ermites de Grandmont, disciples de saint Étienne de Muret, mort en 1124. La charte de sa fondation établie en 1162 est confirmée par son fils Richard Ier en 1189. En 1295, vingt ermites vivent dans l'établissement. La maison devient prieuré conventuel en 1317 et compte alors quarante ermites. Sont notamment hôtes de ce prieuré Charles IV le Bel en 1324, et Louis XI en 1462 et 1472. En 1358, les Anglo-Navarrais incendient le prieuré. La « commende » y est introduite en 1495. La communauté compte trois frères à sa suppression par la Commission des réguliers en 1772. En 1780, l’église et les bâtiments du monastère sont rasés par Louis-Jacques de Baraudin. La partie sud est conservée comme résidence de campagne. Le sanctuaire de l’église est lui aussi démoli et transformé en grange. Il démolit et mure la façade du chapitre. La maison est vendue comme bien national en 1792. Elle est rachetée par François-Xavier Branicki, propriétaire du château de Montrésor, en mai 1851. Le reste du domaine est racheté par Constantin-Grégoire Branicki en 1878. Le prieuré est utilisé comme ferme et rendez-vous de chasse jusqu’en 1963. Occupé quelques années par des tapissières, il est ensuite abandonné à la ruine.
Depuis 1979, trois ermites occupent de nouveau les lieux.
Le prieuré Notre-Dame et Saint-Étienne de Villiers fait l’objet d’une inscription au titre des monuments historiques depuis le 8 novembre 1988.

#### Églises
La commune de Villeloin-Coulangé, en plus de l'abbaye Saint-Sauveur de Villeloin et du prieuré de Grandmont Villiers, compte trois églises :
- l'ancienne église Saint-Sulpice de Coulangé (XIIe siècle) ;
- l'ancienne église Saint-Michel de Villeloin (XIIe siècle) ;
- l'église actuelle de Villeloin-Coulangé qui date de 1872 (XIXe siècle).

Cette dernière accueille plusieurs objets classés au titre objet des monuments historiques :
1. Une œuvre de Jean Boucher qui date de 1626 : L'Adoration des bergers. Cette œuvre fait l'objet d'un classement au titre objet des monuments historiques depuis le 12 mars 1907[89] ;
2. Un tableau qui date du XVIIe siècle : La Vierge à l'Enfant, Vierge apparaissant à un religieux. Il fait l'objet d'un classement au titre objet des monuments historiques depuis le 20 octobre 1913[90] ;
3. Une sculpture qui date du XVIIe siècle : Christ en croix. Cette statue en bois fait l'objet d'un classement au titre objet des monuments historiques depuis le 20 octobre 1913[91] ;
4. Une sculpture qui date du XVe siècle : Vierge de pitié. Ce groupe sculpté en pierre fait l'objet d'un classement au titre objet des monuments historiques depuis le 20 octobre 1913[92] ;
5. Une sculpture qui date du XVe siècle : Saint Michel. Cette statue de pierre fait l'objet d'un classement au titre objet des monuments historiques depuis le 13 mars 1907[93].

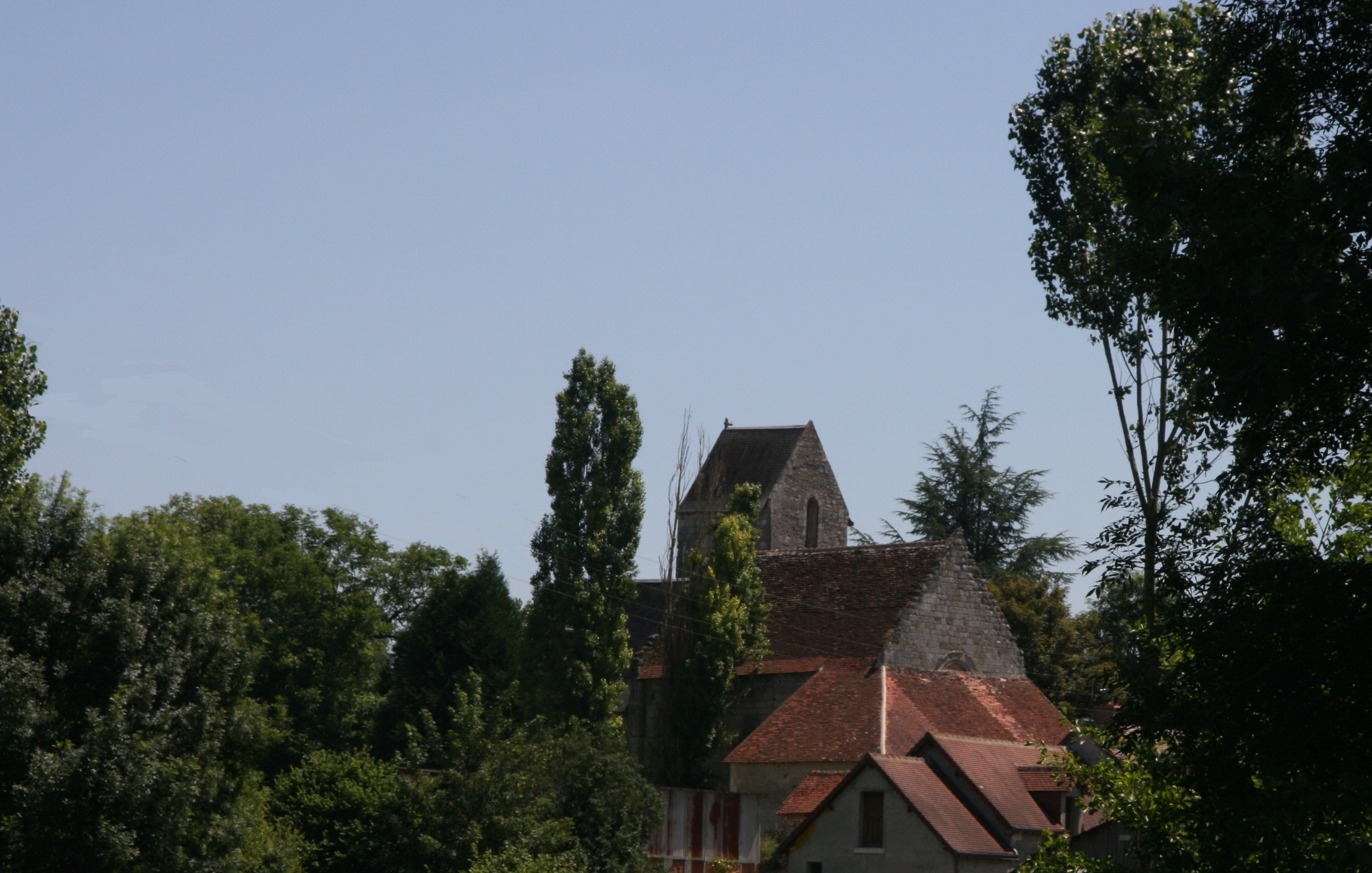
Église de Coulangé (Villeloin-Coulangé) (XIIe siècle), vue depuis le gué de Coulangé.
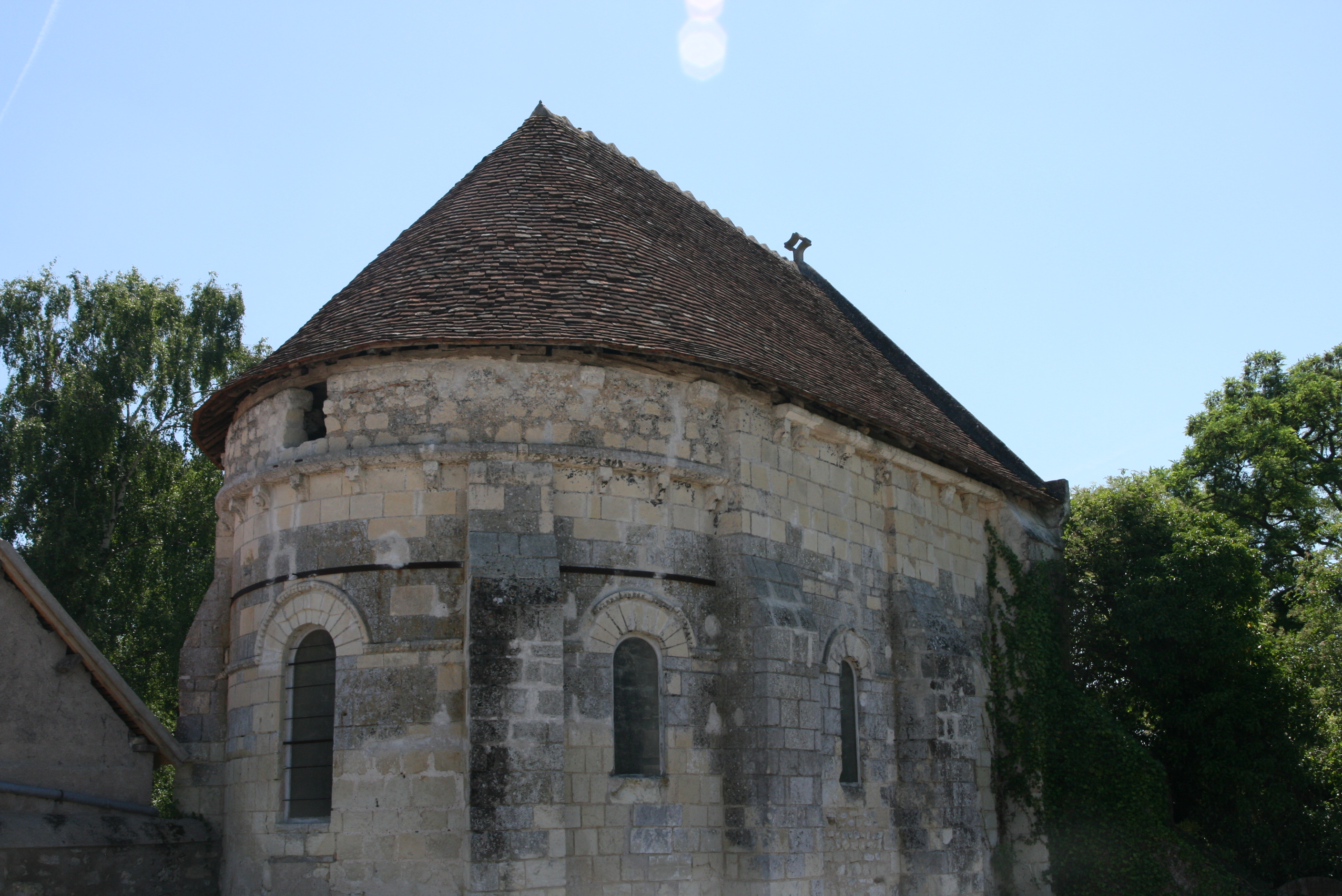
Chevet de l'ancienne église Saint-Michel de Villeloin (XIIe siècle).

#### Le moulin Charreau

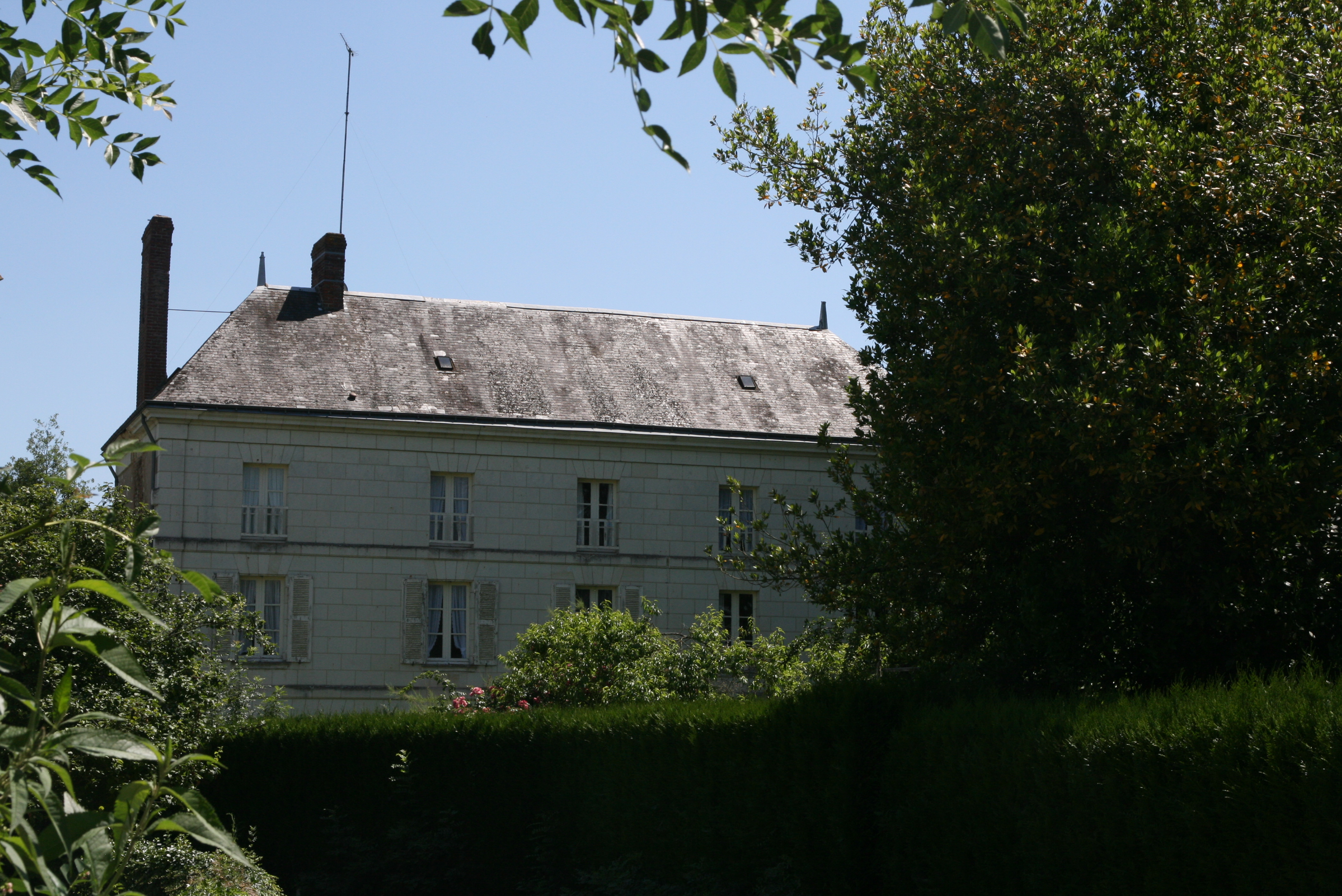
Le moulin Charreau, ancien moulin à eau.

Le moulin de Charreau a probablement vu le jour lors de la fondation de l'abbaye Saint-Sauveur de Villeloin au IXe siècle. C'est vers 1830 qu'a été érigé le bâtiment actuel. Aujourd'hui propriété privée, ce moulin à eau n'a plus aucune activité. Toutefois subsistent, avec le bâtiment, la roue à aubes positionnée directement sur la rivière, la vanne motrice, la rotonde en pierre dure et le système de tamisage. Les anciennes écuries, fenils, hangars et préaux peuvent également être visités.

#### Les fours à chaux à Villeloin-Coulangé

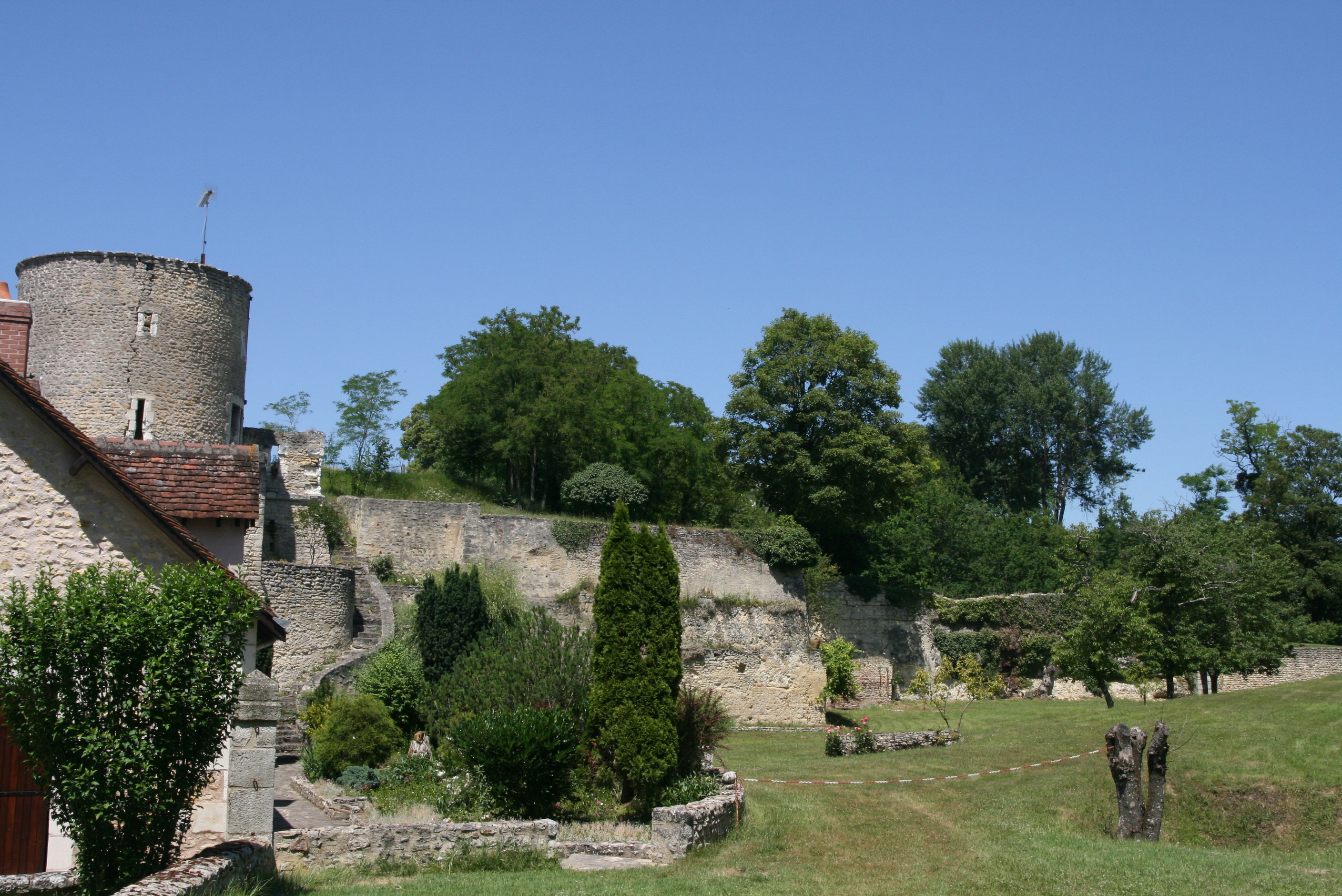
Four à chaux du XIXe siècle situé au gué de Coulangé.

Les établissements chaufourniers sont souvent méconnus bien qu'ils soient l'une des composantes du patrimoine. Ils étaient primordiaux au XIXe siècle en Touraine.
La commune de Villeloin-Coulangé a compté jusqu'à cinq fours à chaux :
- un à Villiers au sein du Prieuré de Grandmont Villiers, qui a disparu ;
- un au gué de Coulangé[95] ;
- un à Villebaslin qui a disparu ;
- un à la Villatte[96] ;
- un à Montiange[97].

#### Autres monuments et lieux touristiques
- Château de Bel-Air XIXe siècle, aujourd'hui propriété privée.
- Château des Genêts XIXe siècle :

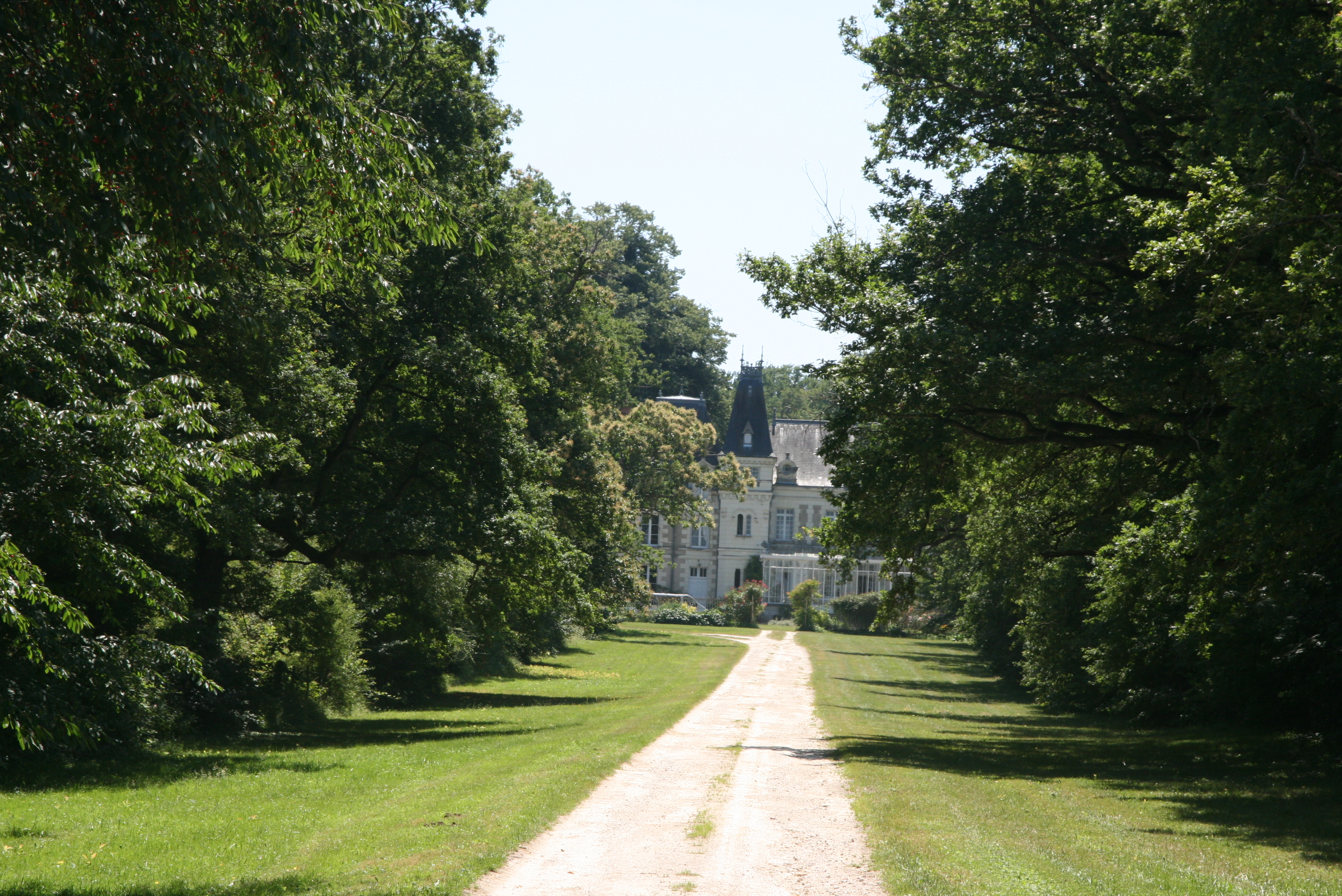
Le château des Genêts (XIXe siècle).

Le château des Genêts, entre Villeloin et Nouans-les-Fontaines, était un fief relevant de Coulommiers, qui appartenait en 1503 à André de Percy. Il était encore en 1731 aux mains de la famille de Maussabré (seigneurs d'Heugnes), qui l'avait hérité, par mariage, des de Percy et qui le céda aux Guillemot de l'Espinasse. Ce château appartient à la famille Lamazière dont est issue Simonne Calary de Lamazière, épouse du maréchal Jean de Lattre de Tassigny, maréchal de France, et mère de Bernard de Lattre (voir ci-dessous).
- Logis ancien de Navas :

Ce logis est en fait une maison bourgeoise de 1880. L'une des particularités de ce domaine est de posséder une chapelle du XIXe siècle toujours consacrée et possédant des vitraux de l'atelier Lobin et des peintures retraçant son histoire. C'est aujourd'hui une propriété privée qui accueille des gîtes.
- Vallées de l'Indrois et de son affluent la Tourmente.

### Personnalités liées à la commune

#### Robert de Lenoncourt
Robert de Lenoncourt (né en 1510 et mort le 2 février 1561), qui fut abbé de Villeloin entre 1551 et 1557 fut aussi comte-évêque de Châlons-en-Champagne et de Metz, archevêque d'Embrun, d'Auxerre, de Sabine, d'Arles et de Toulouse. Il était déjà cardinal depuis 1538.

#### Achille de Harlay de Sancy
Achille de Harlay de Sancy (né à Paris en 1581 - mort à Saint-Malo le 26 novembre 1646), baron de Sancy, avant d'être évêque de Saint-Malo fut abbé de Villeloin.

#### Michel de Marolles

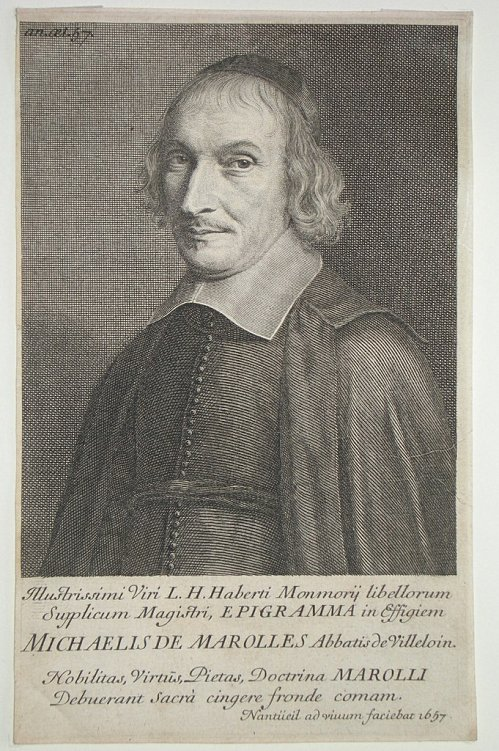
Michel de Marolles - Abbé de Villeloin.

L'abbé Michel de Marolles a publié un grand nombre d'ouvrages, et lorsque la mort est venue le surprendre, à Paris le 6 mars 1681, il tenait prêtes encore beaucoup de notes qu'il se proposait de faire imprimer.
On se souvient surtout de Michel de Marolles, abbé de Villeloin, pour la collection d'estampes qu'il amassa : de plus de 120 000 gravures (dont plus de 200 de Rembrandt) que Colbert lui acheta pour le roi Louis XIV. Il rédigea une Histoire des Roys de France et des choses plus mémorables qui se sont passées sous leur règne paru en 1663 « avec privilège de sa majesté », une série de discours où sont évoqués les cabinets de curiosités de la ville de Paris et un dénombrement des personnes qui lui ont offert de leurs livres. Il traduisit un grand nombre d'ouvrages latins.

« J'ai perdu des amis par un rare caprice, quand je leur ai donné des livres que j'ai faits, 
comme gens offensez, sans pardonner jamais, Bien qu'on n'ait point blessé leur méchant artifice. »

Ses écrits qui relatent l'histoire villaloupéenne sont les Mémoires de Michel de Marolles abbé de Villeloin avec des notes historiques et critiques qui parurent en 1657. Car, s'il est né à Genillé le 22 juillet 1600, Michel de Marolles a surtout été Abbé de Villeloin entre 1626 et 1674. Mais l'époque n'était pas à la description des mœurs paysannes et Michel de Marolles décrit principalement ses voyages, la cour et les nobles qui l'entouraient.
Toutefois, dans cet ouvrage un paragraphe évoque Villeloin et Coulangé :

« Nous allions nous mêler parmi les moissonneurs & prenant même leurs faucilles, nous essayons de couper les bleds, comme eux.

Je me souviens qu'un jour m'échauffant peut-être un peu trop à cet exercice, une Demoiselle m'ayant demandé si M. l'Abbé de Villeloin faisait cela ? je lui répondis que « oui », comme si j'eusse regardé l'avenir par un esprit prophétique & quand elle m'eut répliqué, comme je l'entendais ? Je ne sais, lui dis-je ; mais quand cela sera, celui que vous dites ne se ferait point de tort, parce qu'autrefois d'aussi honnêtes gens que lui n'en auraient pas rougi (j'avais appris cela, sans doute, dans la vie de quelque illustre Romain) & sans savoir ce que je disais, elle se prit à rire & m'arracha la faucille de la main, de peur que je m'en fisse mal.

Après la moisson, les Paysans choisirent un jour de Fête, pour s'assembler & faire un petit festin, qu'ils appelaient l'Oifon de Métive, à quoi ils conviaient non seulement leurs amis, mais encore leurs Maîtres, qui les comblaient de joie, s'ils se donnaient la peine d'y aller. »

#### Daniel Wilson
Daniel Wilson, qui fut propriétaire d'un four à chaux situé au lieu-dit Montiange, est un homme politique français. Il est resté célèbre pour son implication dans le scandale des décorations, qui amène son beau-père, le président de la République française Jules Grévy à démissionner.

#### Famille de Lattre de Tassigny et Calary de Lamazière
Jean de Lattre de Tassigny, maréchal de France, et Bernard de Lattre ont souvent séjourné à Villeloin-Coulangé, car l'épouse du maréchal, Simonne Calary de Lamazière, y avait sa propriété de famille : le château des Genêts, sur la route de Nouans-les-Fontaines. Son père, Raoul Calary de Lamazière, fut même conseiller municipal. Et c'est la maréchale qui a dévoilé la plaque commémorant le souvenir de son fils dans la rue principale du bourg, qui porte aujourd'hui son nom.
Elle évoque un passage en 1945, après la victoire (mais avant l'armistice), qui l'a beaucoup émue dans le livre qu'elle a consacré à son époux : Jean de Lattre, mon mari.

« Guidés par Tudert, nous devions gagner ce soir même les Genêts, où étaient prévues d'autres festivités. Par Châtellerault, Loches et Montrésor, nous parvînmes, sans trop de retard, à Villeloin. Le conseil municipal, les notables, les enfants des écoles, réunis sur la place de l'église, nous attendaient. Il y avait le docteur et Mme Amat, les Badinet, beaucoup de visages tous connus...

De part et d'autre du monument aux morts, un détachement en armes rendit les honneurs — Jean avait été ému à Mouilleron et à Poitiers, je le fus à mon tour lors du « Présentez armes » et de la minute de silence dans « mon village » ; je le fus encore au hameau de Coulangé, où nous dûmes mettre pied à terre sous une banderole : « gloire au Libérateur de l'Alsace. Honneur aux héros. » Une table avait été dressée au carrefour de la route de Loché, il fallut trinquer. Bernard et son oncle Raoul étaient enchantés de retrouver tous les bons amis tourangeaux !

Aux Genêts enfin, grand-mère heureuse et fière présida le dîner aux nombreux convives. Le général était d'excellente humeur [...]. »

### Héraldique
| Blason de Michel de Marolles | La commune n'a pas de blason. Les armes de Michel de Marolles abbé de Villeloin, personnalité qui a le plus marqué l'histoire de la ville, se blasonnent ainsi : D'azur à une épée d'argent, la poignée d'or, posée en pal, la pointe en bas, entre deux pennes, d'argent, aussi posées en pal. |

| Blason de Michel de Marolles | Le blasonnement de l'abbaye de Villeloin se libelle ainsi : D'azur, à une Notre-Dame d'or. |

| Alias du Blason de l'Abbaye Saint Sauveur de Villeloin | Et celui de l'Alias de l'abbaye : De gueules, à une croix engrêlée d'or, accompagnée de quatre fleurs de lis d'argent. |

## Pour approfondir